# Taichung
Taichung (chinois traditionnel : 臺中市 ; chinois simplifié : 台中市 ; pinyin : Táizhōng shì ; pha̍k-fa-sṳ: Thòi-chûng ; pe̍h-ōe-jī: Thòi-chûng) est une municipalité spéciale du centre-ouest de l'île de Taïwan. Avec une population de plus de 2,84 millions d'habitants, Taichung est la seconde ville la plus peuplée de Taïwan. Son nom chinois signifie « centre de Taïwan ». Elle sert de noyau de l'aire métropolitaine Taichung-Changhua, laquelle est la seconde plus grande aire métropolitaine de Taïwan. La ville actuelle a été formée lorsque le comté de Taichung fusionna avec la province originelle de Taichung afin de former la municipalité spéciale le 25 décembre 2010,.
Située dans le bassin de Taichung, la ville fut nommée au cours de la période de la domination japonaise et devint un carrefour économique et culturel majeur. Comportant à l'origine de plusieurs hameaux éparpillés, Taichung fut conçue et développée par les Japonais. Elle fut surnommée le « Kyoto de Formose » au cours de l'ère japonaise du fait de son environnement beau et calme. La ville abrite le Musée national de science naturelle, le Musée national des beaux-arts, le Théâtre national de Taichung, la Bibliothèque nationale de l'information publique, l'Orchestre symphonique national de Taïwan, ainsi que de nombreux sites culturels tels que le parc historique de Taichung, les jardins de la famille Lin et de nombreux temples.

## Histoire

### Histoire pré-moderne
Les aborigènes atayal ainsi que plusieurs tribus aborigènes taïwanaises (taokas, papora, pazeh, hoanya et babuza) peuplaient les plaines qui forment la Taichung moderne. Ces peuplades étaient à l'origine des chasseurs-cueilleurs qui, plus tard, vivaient de la culture du millet et du taro. Au XVIIe siècle, les tribus papora, babuza, pazeh et hoanya établirent le royaume de Middag qui occupait la partie occidentale de l'actuelle municipalité de Taichung.

### Dynastie Qing
En 1682, la dynastie Qing s'empara du contrôle de la partie occidentale de Taïwan en évinçant la famille Cheng du royaume de Tungning. En 1684, le comté de Zhuluo fut établi, et inclut les deux-tiers de la partie nord sous-développée de Taïwan. Les débuts de l'actuelle Taichung remontent à un campement surnommé Toatun (chinois: 大墩; pinyin: Dàdūn; wade–giles: Ta4-tun1; pe̍h-ōe-jī: Toā-tun; littéralement: "grande butte") établi en 1705. Afin de renforcer le contrôle des Qing, une garnison vit le jour en 1721 grâce à Lan Ting-chen près du site de l'actuel parc Taichung.
Au nord de la ville actuelle, une révolte aborigène éclata sur la rivière Dajia en 1731, après l'installation de fonctionnaires chinois qui forcèrent les autochtones à servir de main-d’œuvre. La révolte s'étendit à travers la ville et jusqu'à l'actuel comté de Changhua au sud en mai 1732, avant que les rebelles fussent chassés dans les montagnes par les forces armées Qing. En 1786, la rébellion Lin Shuangwen, dépeinte comme une autre révolte contre les Qing, débuta comme une tentative de renversement du gouvernement local et de restauration de la dynastie Ming. Malheureusement, dès que les rebelles se dirigèrent vers le nord, ils s'adonnèrent aux massacres et aux vols. Ils furent finalement battus par une coalition composée des forces Qing, hakka, de descendants des habitants de Quanzhou au Fujian, ainsi que de volontaires aborigènes.
Lorsque la province de Taïwan fut déclarée indépendante en 1887, le gouvernement local tenta la construction de sa capitale au centre de la localité de Toatun qui fut également désignée comme le siège de la préfecture de Taïwan. Ainsi la ville prit le titre de "Taiwan-fu" ou "capitale de Taïwan", aux dépens de la ville de Tainan qui détenait le titre depuis plus de 200 ans. Liu Ming-chuan, un fonctionnaire Qing, reçut la permission de superviser le développement de la région, lequel incluait la construction d'un chemin de fer traversant la ville. Cependant, la capitale provinciale fut finalement déplacée à Taipei.

### Taïwan sous domination japonaise
Après la défaite de la Chine des Qing lors de la guerre sino-japonaise de 1894-1895, Taïwan fut cédée au Japon par le traité de Shimonoseki, et le nom de la ville fut changé en Taichū (japonais: 臺中). Les Japonais cherchèrent à développer la ville pour en faire la première région « moderne » de Taïwan en investissant dans les routes, barrages et les digues. En 1901, Taichū Chō (臺中廳) fut créé comme l'un des vingt districts administratifs de l'île. En 1904, la population de Taichū atteignait 6 423 habitants alors que celle du district de Taichū dépassait les 207 000.
Le parc de Taichū fut achevé en 1903. Une tour qui marquait l'ancienne porte nord fut déplacée au nouveau parc ou elle s'érige aujourd'hui. Le premier marché de Taichū fut construit en 1908, le long de la route Jiguang entre les routes Zhongzheng et Chenggong, et il est toujours utilisé de nos jours. Les Japonais entreprirent un projet de chemin de fer entre le nord et le sud de Taïwan. La gare de Taichū fut achevée et entra en service en 1917, et de nos jours, elle continue ses opérations La ville de Taichū fut officiellement reconnue par les autorités impériales japonaises en 1920, et l'hôtel de ville fut achevée en 1924 après onze années de construction. L'aéroport de Kōkan (公館空港), connu aujourd'hui sous le nom d'aéroport de Taichung, fut construit sous domination japonaise.
Le collège de Taichū (aujourd'hui le lycée de Taichung) fut fondé en 1915 par l'élite de la bourgeoisie locale, comprenant Lin Hsien-tang et son frère Lin Lieh-tang, deux riches intellectuels taïwanais de cette période. Ceci fut un effort d'enseigner la culture de Taïwan aux enfants et de promouvoir l'esprit de taïwanisation. L'Association culturelle taïwanaise, fondée en 1921 à Taipei par Lin Hsien-tang, fut déplacée à Taichū en 1927. La plupart des membres de cette association habitait Taichū et la région environnante. La ville devint un centre de la culture taïwanaise et du nationalisme.
De 1926 à 1945, la préfecture de Taichū couvrait la superficie de l'actuelle Taichung ainsi que celle du comté de Changhua et de Nantou réunis.

### L'après guerre
A la fin de la guerre, le Japon perdit le contrôle de Taïwan. En 1947, le premier maire du comté de Taichung (lequel incluait la municipalité de Taichung) fut Lai Tien Shen. La position fut nommée par le gouvernement pour diriger pendant la période d'intérim. Taichung et sa région environnante fut déclarée ville provinciale et comté en 1949. Depuis lors, la ville s'est développé en tant que centre universitaire, commercial et culturel, ou 70% des employés travaillèrent dans les industries de service. La région périphérique se concentra sur l'industrie manufacturière, employant 48% de la population active, en particulier sur le développement de machines de haute précision, des machines-outils jusqu'aux bicyclettes. Elle fut surnommée le "Royaume mécanique". Le 25 décembre 2010, la ville de Taichung fusionna avec le comté de Taichung pour créer une municipalité spéciale de 2,65 millions d'habitants qui s'étend sur 2 214 km2.

## Géographie

La municipalité spéciale de Taichung formée en 2010.

La ville de Taichung est située dans et autour du bassin de Taichung qui s'étend sur 163 km2, le long de la côte occidentale de la partie centrale de l'île.

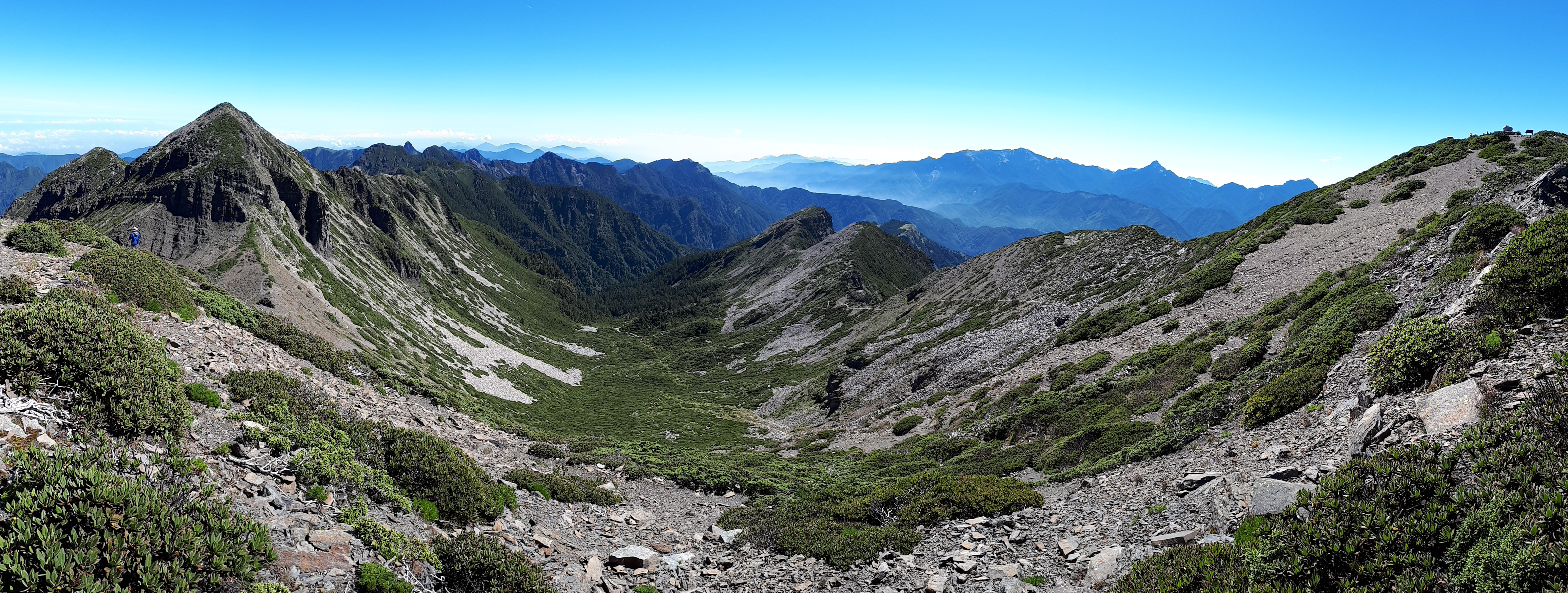
Le cirque no 1 du mont Syue dans le district d'Hepting à Taichung. Aout 2017.

Elle est bordée au sud par les comtés de Changhua et de Nantou, à l'est par les comtés de Hualien et de Yilan, et au nord par les comtés de Hsinchu et de Miaoli.
La chaîne de montagnes centrale se trouve juste à l'est de la ville. Les collines ondoyantes s'étirent au nord vers le comté de Miaoli, tandis que les plaines côtières dominent le paysage au sud vers le comté de Changhua et à l'ouest vers le détroit de Taïwan.

### Climat
Taichung a un climat chaud humide subtropical (Köppen Cwa) proche d'un climat tropical de mousson, d'une température annuelle moyenne de 23,3 °C. Les plus hautes températures de l'année sont enregistrées en juillet et aout, tandis que les températures les plus basses adviennent en janvier et février. Les températures en journée restent chaudes tout au long de l'année, même si les nuits sont fraiches pendant l'hiver, d'autant plus qu'elles sont plus froides que les nuits d'été. La moyenne des précipitations annuelles dépassent les 1700 mm. L'humidité moyenne atteint 80%.

Localisation de l'ancienne ville de Taichung. L'ancien comté de Taichung qui l'entourait fait partie de la municipalité spéciale de Taichung depuis décembre 2010.

Protégée par la chaîne de montagnes centrale à l'est et par les collines de Miaoli au nord, Taichung est relativement à l'abri des typhons. Cependant, des typhons arrivent parfois de la mer de Chine méridionale et peuvent être une menace pour la ville comme l'a prouvé le typhon Wayne en 1986, qui frappa la côte ouest de Taïwan près de Taichung.
En raison de l'effet puissant de refroidissement radiatif de la plaine de Taichung, la municipalité de Taichung est l'une des villes de Taïwan ou la température annuelle moyenne tout au long de l'année tombe en deçà des 20 °C. Elle est même plus froide que la plupart des villes du nord de Taïwan, telles que Taipei et Keelung qui possèdent une température moyenne basse supérieure à 20,5 °C.
| Mois                                | jan.  | fév.  | mars  | avril | mai   | juin  | jui.  | août  | sep.  | oct.  | nov.  | déc.  | année   |
| ----------------------------------- | ----- | ----- | ----- | ----- | ----- | ----- | ----- | ----- | ----- | ----- | ----- | ----- | ------- |
| Température minimale moyenne (°C)   | 12,9  | 13,9  | 16    | 19,6  | 22,6  | 24,4  | 25,2  | 25,1  | 24,1  | 21,8  | 18,2  | 14,2  | 19,8    |
| Température moyenne (°C)            | 16,6  | 17,3  | 19,6  | 23,1  | 26    | 27,6  | 28,6  | 28,3  | 27,4  | 25,2  | 21,9  | 18,1  | 23,3    |
| Température maximale moyenne (°C)   | 22    | 22,4  | 24,6  | 27,6  | 30,2  | 31,9  | 33    | 32,6  | 31,8  | 30,1  | 27    | 23,6  | 28,1    |
| Ensoleillement (h)                  | 176,6 | 140,6 | 149,9 | 137,8 | 158,7 | 160,1 | 199,6 | 178,7 | 175,8 | 203,7 | 179,4 | 182,3 | 2 043,2 |
| Précipitations (mm)                 | 30,3  | 89,8  | 103   | 145,4 | 231,5 | 331,2 | 307,9 | 302   | 164,5 | 23,2  | 18,3  | 25,9  | 1 773   |
| Nombre de jours avec précipitations | 6,6   | 9,2   | 11,2  | 11,8  | 12,2  | 14,6  | 12,8  | 15,4  | 9,2   | 2,6   | 3,7   | 4,3   | 113,6   |
| Humidité relative (%)               | 74,6  | 76,8  | 76,6  | 77,3  | 77,1  | 77,9  | 75,6  | 77,6  | 75,8  | 72,6  | 72,7  | 72,3  | 75,6    |

## Démographie
La population de Taichung fut estimée à 2 778 182 habitants en juillet 2017. La répartition de la population par genre donne une faible majorité pour les femmes (50,97%). 24,32% de la population sont des enfants, tandis que 16,63% sont des adolescents voire des jeunes adultes ; 52,68% sont des adultes d'un age plutôt mature et 6,73% sont des personnes âgées. Selon les statistiques du Ministère de l'Intérieur, le taux de fertilité de Taichung en 2007 atteignait 1,165 enfants par femme.
La ville a dépassé Kaohsiung pour devenir la deuxième plus grande ville de Taïwan en juillet 2017, dont le taux de progression démographique fut classé second à Taïwan entre 2012 et 2017 Les augmentations récentes de la population sont imputables à son accroissement naturel, aux migrations internes au pays, ainsi qu'aux subventions à l'immobilier..

## Divisions administratives
| Carte des divisions administratives de la municipalité de Taichung |
| --- |
| Xinshe Tanzi Shigang Shengang Houli Heping Fengyuan Dongshi Daya Wuqi Waipu Shalu Qingshui Longjing Dajia Dadu Da'an Xitun Wuri Wufeng Ouest Taiping Sud Nord Nantun Est Dali Central Beitun Comté de Yilan Comté de Miaoli Comté de Nantou Comté de Hualien Comté de Hsinchu Comté de Changhua |

La municipalité de Taichung se décompose en 29 districts, dont un district autochtone montagneux.
Le centre de Taichung se réfère aux huit anciens districts de Taichung avant la fusion avec le comté de Taichung le 25 décembre 2010. Le Hakka est une langue statutaire dans les districts de Fengyuan, Shigang, Dongshi, Xinshe et Heping. Le district de Heping est également une zone autochtone pour les Atayal.
Avant la fusion de 2010, la ville était complètement entourée par le comté de Taichung ; les municipalités voisines étaient Tanzi (潭子鄉), Fengyuan (豐原市), Xinshe (新社鄉), Taiping (太平市), Dali (大里市), Wuri (烏日鄉), Dadu (大肚鄉), Longjing (龍井鄉), Shalu (沙鹿鎮) et Daya (大雅鄉). Depuis décembre 2010, l'ancienne ville de Taichung et l'ancien comté de Taichung ont fusionné pour former la municipalité spéciale de Taichung, et les municipalités mentionnées ci-dessus, tout comme les autres municipalités de l'ancien comté de Taichung, sont devenus des districts (區) de la nouvelle ville de Taichung agrandie.
| Région                         | Nom                  | Chinois | Taïwanais   | Hakka        | Population (Jan 2016) | Superficie (km²) |
| ------------------------------ | -------------------- | ------- | ----------- | ------------ | --------------------- | ---------------- |
| Centre de Taichung             | District central     | 中區    | Tiong       | Chûng        | 19 020                | 0,88             |
| Centre de Taichung             | District Est         | 東區    | Tang        | Tûng         | 75 171                | 9,29             |
| Centre de Taichung             | District Sud         | 南區    | Lâm         | Nàm          | 121 865               | 6,81             |
| Centre de Taichung             | District Ouest       | 西區    | Se          | Sî           | 115 798               | 5,70             |
| Centre de Taichung             | District Nord        | 北區    | Pak         | Pet          | 147 570               | 6,94             |
| Centre de Taichung             | District de Beitun   | 北屯區  | Pak-tūn     | Pet-tun      | 265 497               | 62,70            |
| Centre de Taichung             | District de Xitun    | 西屯區  | Se-tūn      | Sî-tun       | 221 942               | 39,85            |
| Centre de Taichung             | District de Nantun   | 南屯區  | Lâm-tūn     | Nàm-tun      | 164 647               | 31,26            |
| Grand Tuen Mun                 | District de Taiping  | 太平區  | Thài-pêng   | Thai-phìn    | 184 223               | 120,75           |
| Grand Tuen Mun                 | District de Dali     | 大里區  | Tāi-lí      | Thai-lî      | 208 571               | 28,88            |
| Grand Tuen Mun                 | District de Wufeng   | 霧峰區  | Bū-hong     | Vú-fûng      | 64 708                | 98,08            |
| Grand Tuen Mun                 | District de Wuri     | 烏日區  | O·-ji̍t      | Vû-ngit      | 72 590                | 43,40            |
| Montagnes de Taichung          | District de Fengyuan | 豐原區  | Hong-goân   | Fûng-ngièn   | 166 729               | 41,18            |
| Montagnes de Taichung          | District de Houli    | 后里區  | Aū-lí       | Heu-lî       | 54 313                | 58,94            |
| Montagnes de Taichung          | District de Shigang  | 石岡區  | Chio̍h-kng   | Sa̍k-kóng     | 15 277                | 18,21            |
| Montagnes de Taichung          | District de Dongshi  | 東勢區  | Tang-sì     | Tûng-sṳ      | 51 244                | 117,41           |
| Montagnes de Taichung          | District de Xinshe   | 新社區  | Sin-siā     | Sîn-sa       | 25 077                | 68,89            |
| Montagnes de Taichung          | District de Tanzi    | 潭子區  | Thâm-chú    | Thâm-tsṳ́     | 106 613               | 25,85            |
| Montagnes de Taichung          | District de Daya     | 大雅區  | Tāi-ngé     | Thai-ngâ     | 93 751                | 32,41            |
| Montagnes de Taichung          | District de Shengang | 神岡區  | Sin-kóng    | Sṳ̀n-kông     | 65 210                | 35,04            |
| Littoral de Taichung           | District de Dajia    | 大甲區  | Tāi-kah     | Thai-kap     | 77 765                | 58,52            |
| Littoral de Taichung           | District de Qingshui | 清水區  | Chheng-chúi | Tshîn-súi    | 86 131                | 64,17            |
| Littoral de Taichung           | District de Shalu    | 沙鹿區  | Soa-la̍k     | Sâ-lu̍k       | 89 783                | 40,46            |
| Littoral de Taichung           | District de Wuqi     | 梧棲區  | Gō·-chhe    | Ǹg-tshi      | 57 159                | 18,40            |
| Littoral de Taichung           | District de Da'an    | 大安區  | Tāi-an      | Thai-ôn      | 19 533                | 27,40            |
| Littoral de Taichung           | District de Dadu     | 大肚區  | Tōa-tō͘      | Thai-tú      | 56 654                | 37,00            |
| Littoral de Taichung           | District de Longjing | 龍井區  | Liông-chéⁿ  | Liùng-tsiáng | 76 696                | 38,04            |
| Littoral de Taichung           | District de Waipu    | 外埔區  | Goā-po͘      | Ngoi-phû     | 31 868                | 42,41            |
| District montagneux autochtone | District de Heping   | 和平區  | Hô-pêng     | Fò-phìn      | 10 707                | 1037,82          |

## Économie

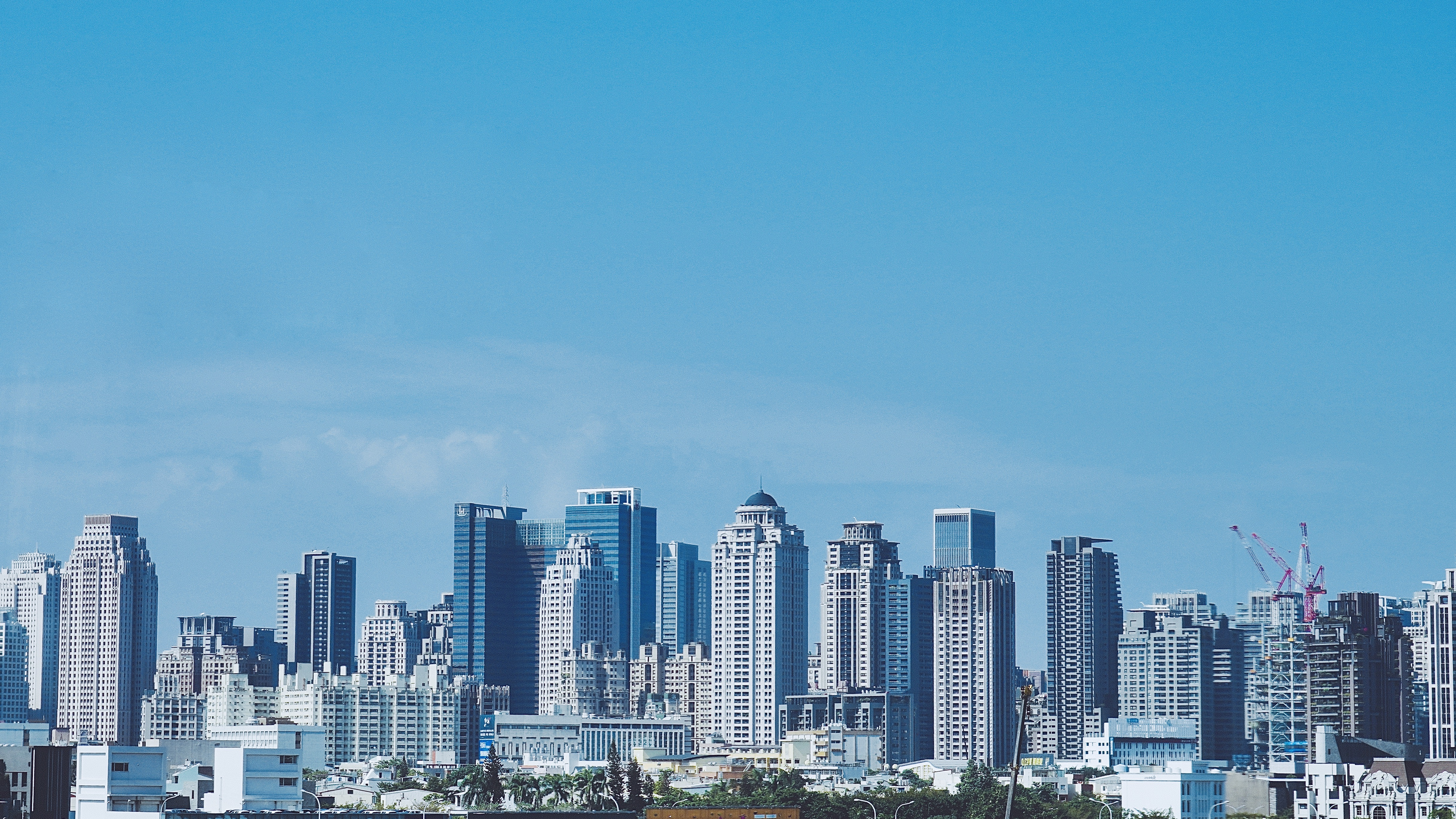
Vue sur le centre financier de Taichung - District de Xitun.

Taichung est un important centre économique et abrite plus de soixante gratte-ciel (immeubles d'au moins 100 mètres de hauteur), de plus elle est le siège de beaucoup d'entreprises industrielles. La zone industrielle de Taichung, située dans le district de Xitun, abrite de nombreuses usines, tandis que le quartier près du World Trade Center organise chaque année de nombreuses conventions industrielles. Taichung abrite également le parc scientifique du centre de Taïwan, célèbre pour ses nombreuses usines de semi-conducteurs, parmi lesquelles Taiwan Semiconductor Manufacturing Company. Il faut noter des entreprises à la réussite remarquables telles que Giant Bicycles, SRAM et TRP Brakes, ou encore Merida Bicycles, située près de Dacun dans le comté de Changhua.
Taichung est non seulement célèbre pour ses gâteaux de lune, mais aussi pour le thé aux perles inventé par la maison de thé Chun Shui Tang (春水堂).
L'accroissement récent de la population a entraîné la croissance du secteur de la vente au détail, avec l'ouverture de grands centres commerciaux dans le district de Xitun.

## Enseignement
La municipalité de Taichung abrite un bon nombre d'universités d'enseignement supérieur public et privé

### Universités publiques

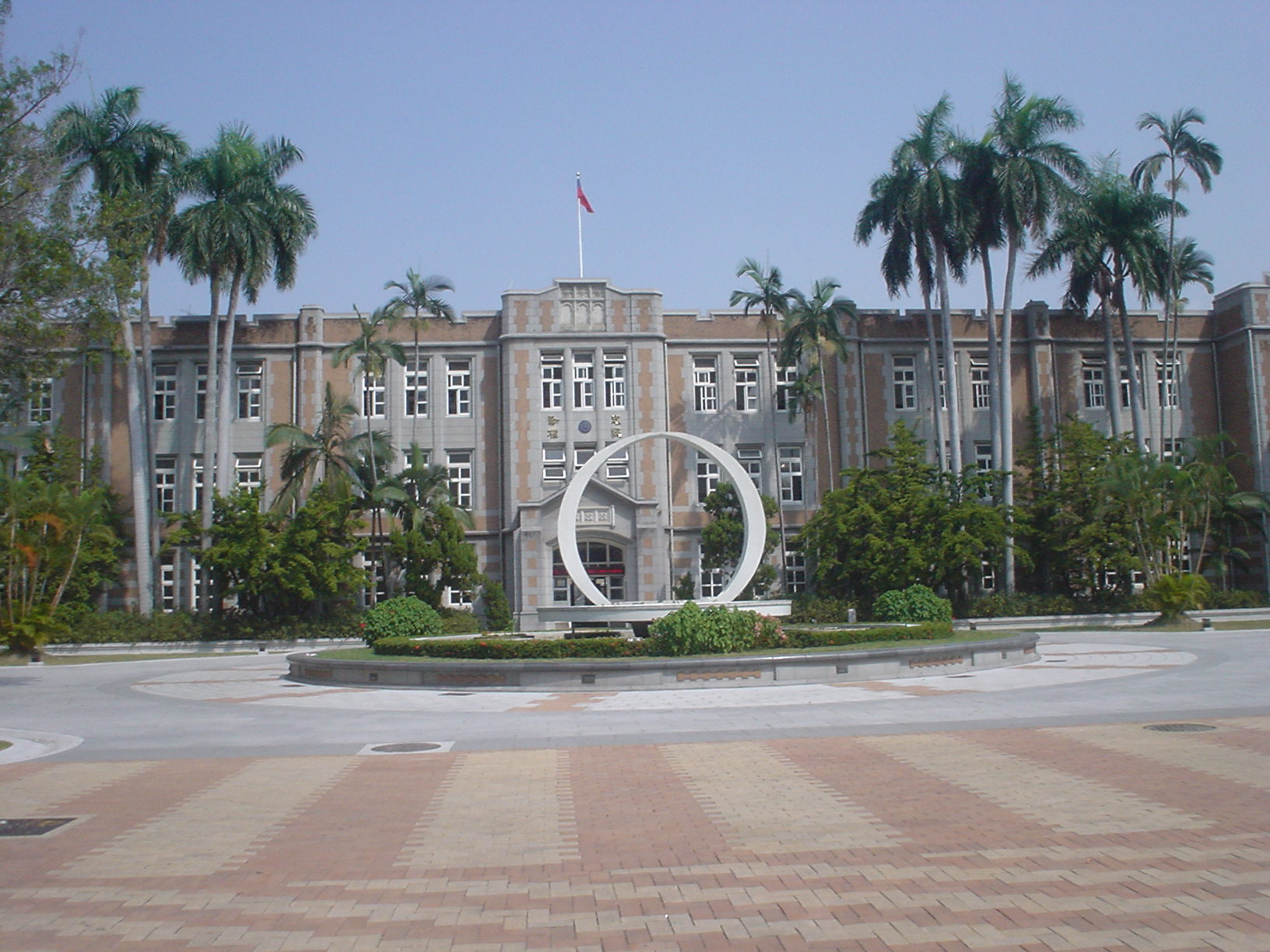
Université nationale d'éducation de Taichung

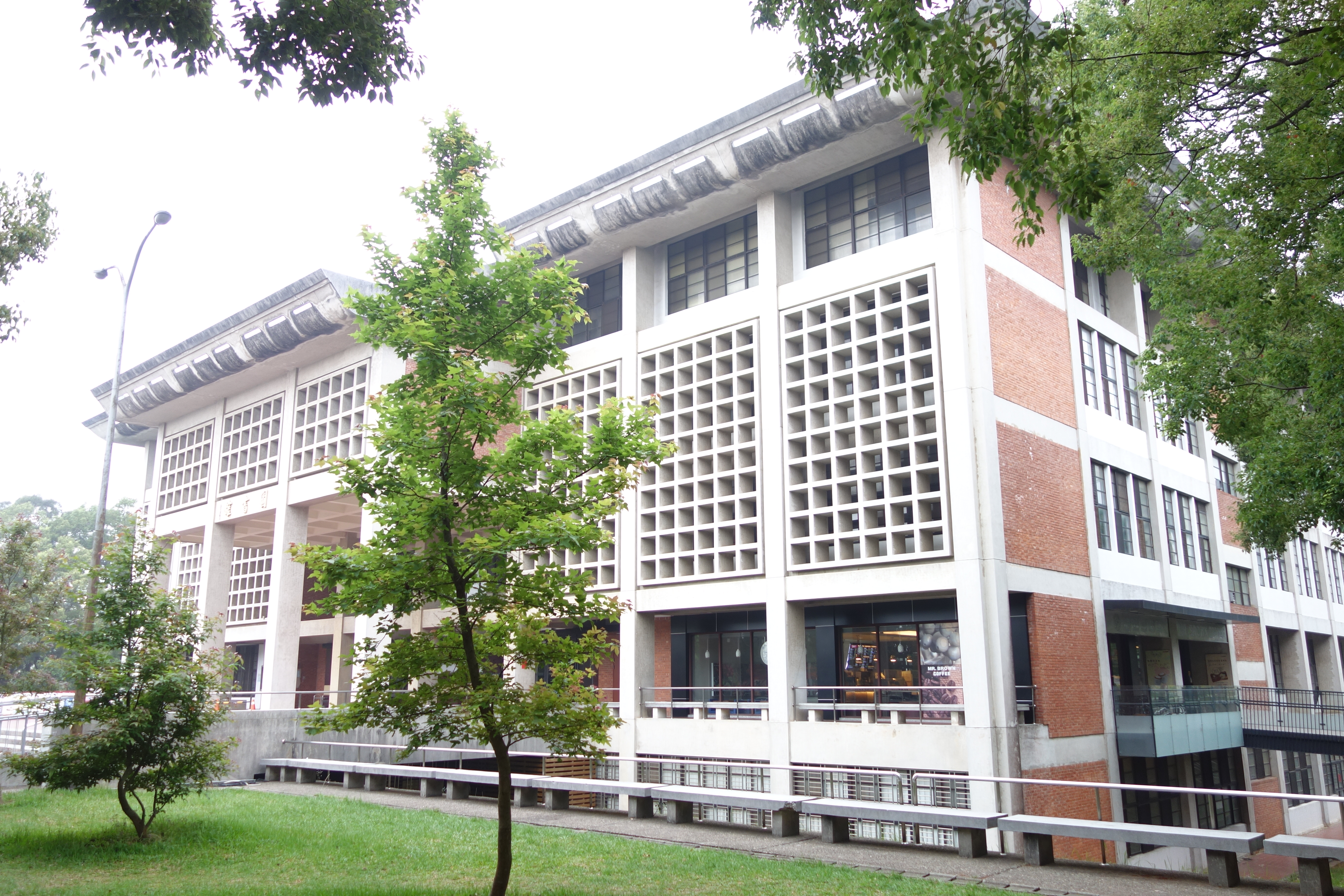
Bibliothèque de l'Université Tunghai

- Bibliothèque de l'Université TunghaiUniversité nationale des sciences et technologies (國立台中科技大學)
- Université nationale de Chung Hsing (國立中興大學)
- Université nationale d'éducation de Taichung (國立臺中教育大學)
- Université nationale d’Éducation physique (國立台灣體育學院)

### Universités privées
- Université Feng Chia (逢甲大學)
- Université Tunghai (東海大學)
- Université centrale de Taiwan des sciences et technologies (中台科技大學)
- Faculté de médecine de Chine (中國醫藥大學)
- Université Ling Tung (嶺東科技大學)
- Faculté de médecine Chung Shan (中山醫學大學)
- Université des chinois d'outre-mer (僑光技術學院)

## Hôpitaux
- Hôpital de la Faculté de médecine de Chine (中國醫藥大學附設醫院)
- Hôpital de la faculté de médecine de Chung Shan (中山醫學大學附設醫院)
- Hôpital des anciens combattants de Taichung (臺中榮民總醫院)
- Hôpital Cheng Ching (澄清醫院)
- Hôpital Jen-Ai de Dali (大里仁愛醫院)
- Hôpital Jen-Ai de Taichung (臺中仁愛醫院)
- Hôpital général Tzu Chi de Taichung (臺中慈濟醫院)
- Hôpital général des forces armées de Taichung (國軍台中總醫院)
- Hôpital de l'Université d'Asie (亞洲大學附設醫院)

## Transport

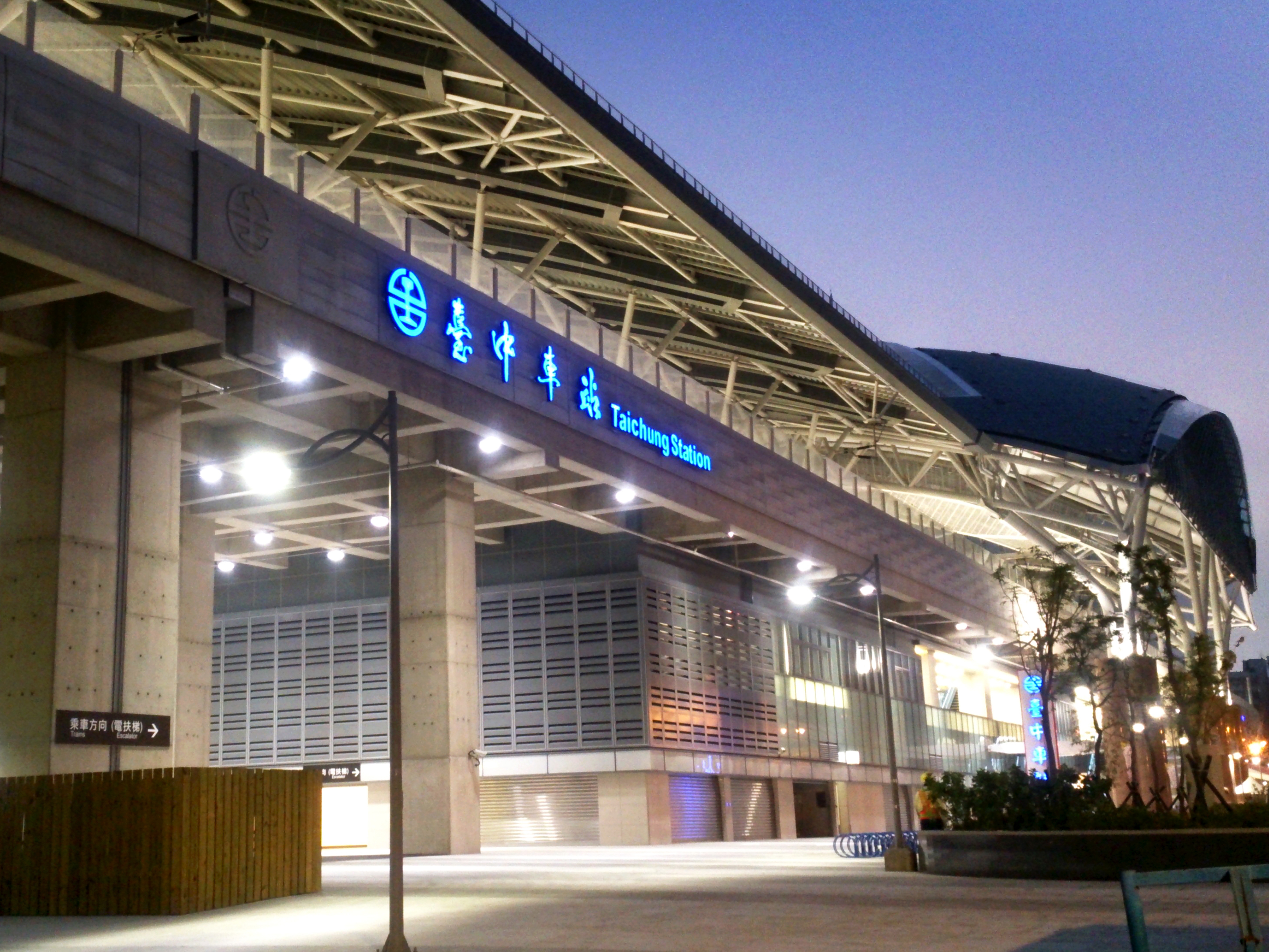
Gare de Taichung

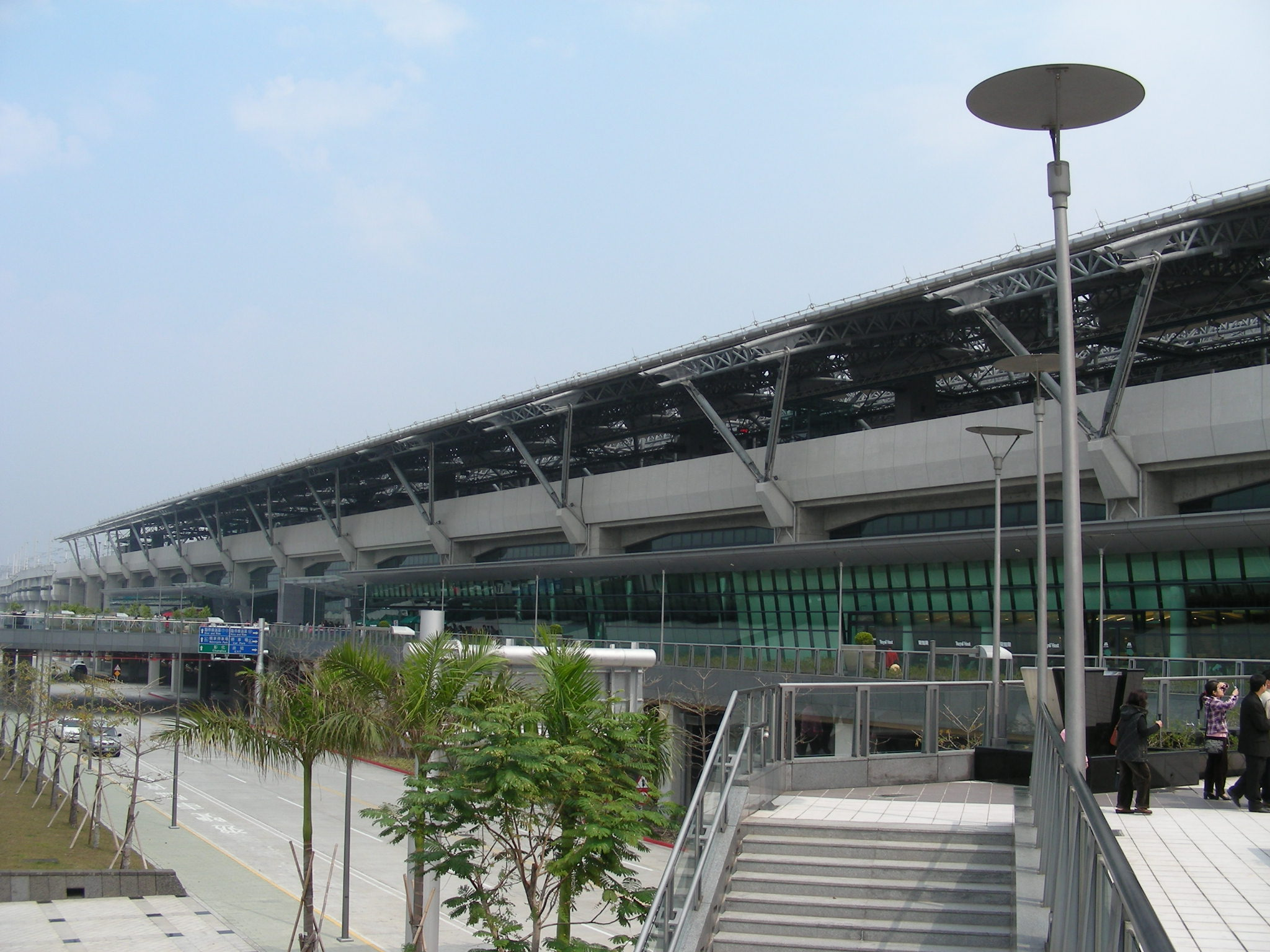
Gare HSR de Taichung

### Voie ferrée
Deux voies ferrées parallèles traversent Taichung : la ligne Taichung, qui traverse les zones urbaines, et la ligne de la Côte ouest, qui traverse les zones rurales près du littoral. La gare de Taichung est située au cœur de la ville, au sein du district central et de nombreuses entreprises de transport de bus permet aux voyageurs de relier d'autres villes par le bus. La gare HSR de Taichung, située à Wuri, est desservie par des trains locaux et des navettes qui permettent de rejoindre la ville.

### Port
Le port de Taichung, situé sur la côte de la municipalité de Taichung, comporte la deuxième plus grande installation de fret de l'île capable de manœuvrer le transport par container. Bien qu'il soit le deuxième plus grand port de l'île de Taïwan, il n'existe pas de services de transport de passagers et le port est interdit au personnel non autorisé.

### Route
La municipalité de Taichung suit généralement une structure de routes radiales, avec en son centre la gare de Taichung. Les routes importantes débutent dans le district central pour partir vers l'extérieur. Elles incluent le boulevard de Taïwam, la route Xiangshang, la route Zhongqing et la route Zhongshan.
La Freeway 1 longe la rivière Fazi à la périphérie de la ville, tandis que la Freeway 3 longe la rivière Dadu pour partir vers les plaines côtières à l'ouest, ou elle est parallèle à la côte. La Freeway 4 débute dans le district de Qingshui et se termine dans le district de Fengyuan. La Highway 74, connue sous le nom de Taichung Ring Expressway, encercle la périphérie de la ville, tandis que la Highway 63, connue sous le nom de Zhongtou Expressway, part de Taichung et se dirige vers le sud à Caotun dans le comté de Nantou. Beaucoup d'autres routes nationales traversent la ville.
La plupart des panneaux dans la municipalité ont une traduction des lieux.

### Bus
Le système de transport le plus fréquemment utilisé à Taichung est le bus, avec 18 compagnies de bus desservant 275 itinéraires qui couvrent tous les districts. Tous les noms de stations sont annoncés en chinois et en anglais, tandis que certains sont aussi annoncés en hokkien. Pour les passagers utilisant une carte à puce sans contact (par exemple, une Easycard), les premiers 10 kilomètres sont gratuits.

### Transport en commun rapide

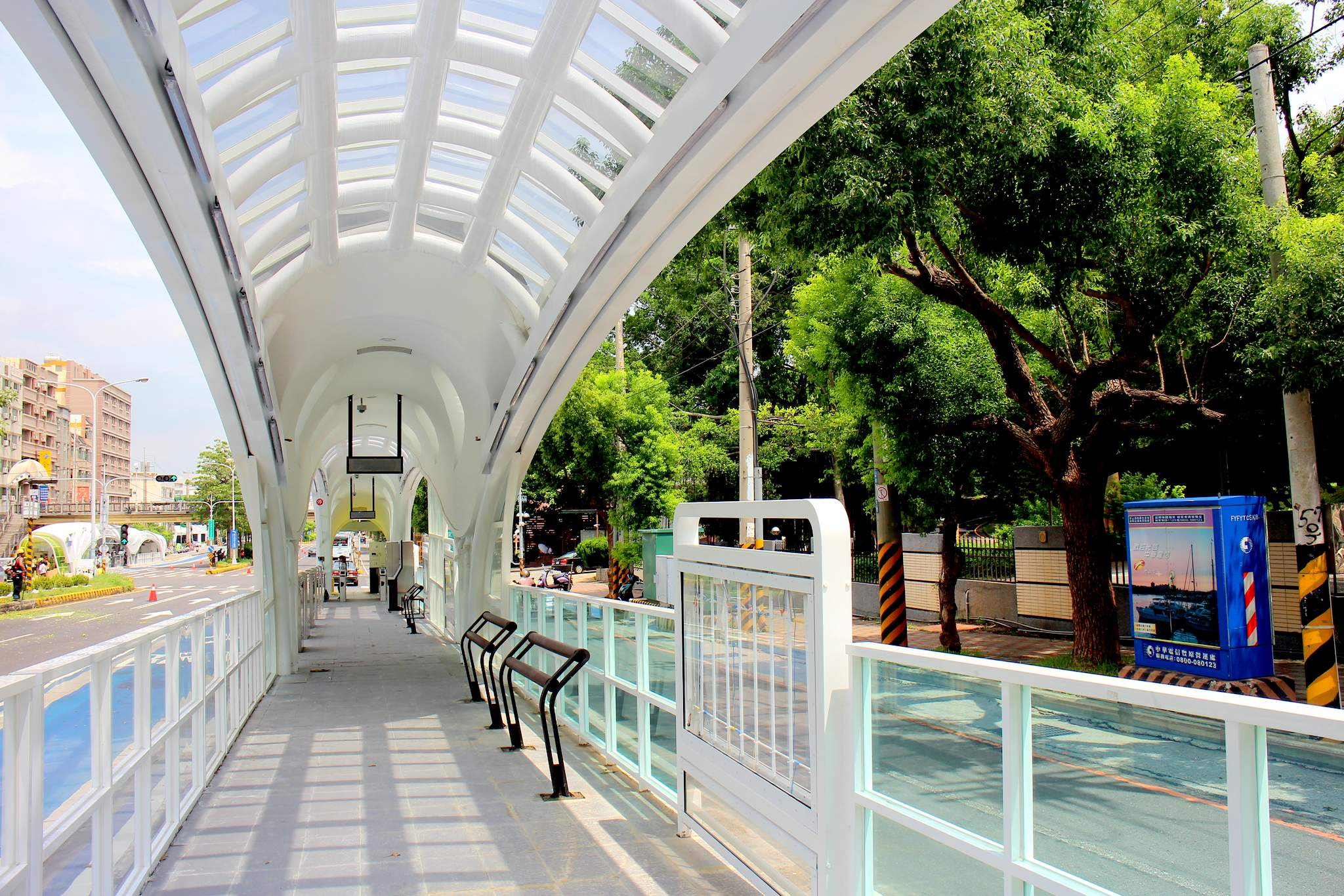
Taichung BRT - Station de Bus Providence University

Le  métro de Taichung est actuellement en construction ; la mise en service de la première ligne, la ligne verte, reliant la gare de Taichung HSR à Beitun Main a eu lieu en avril 2021. Deux autres lignes sont prévues
Pendant une courte période, la municipalité avait mis en place un système de transport de bus rapide, appelé BRT Blue Line qui passait sur le boulevard de Taïwan. La ligne utilisait des bus articulés qui empruntaient une voie spécialisée, une première à Taïwan. Ce système commença son service en juillet 2014 ; cependant, elle améliora à peine le trafic routier sujet aux embouteillages, et fut cessée au cours de l'année. La voie de bus et les stations sont empruntées par les lignes de bus 300 à 310.

### Aéroport international de Taichung

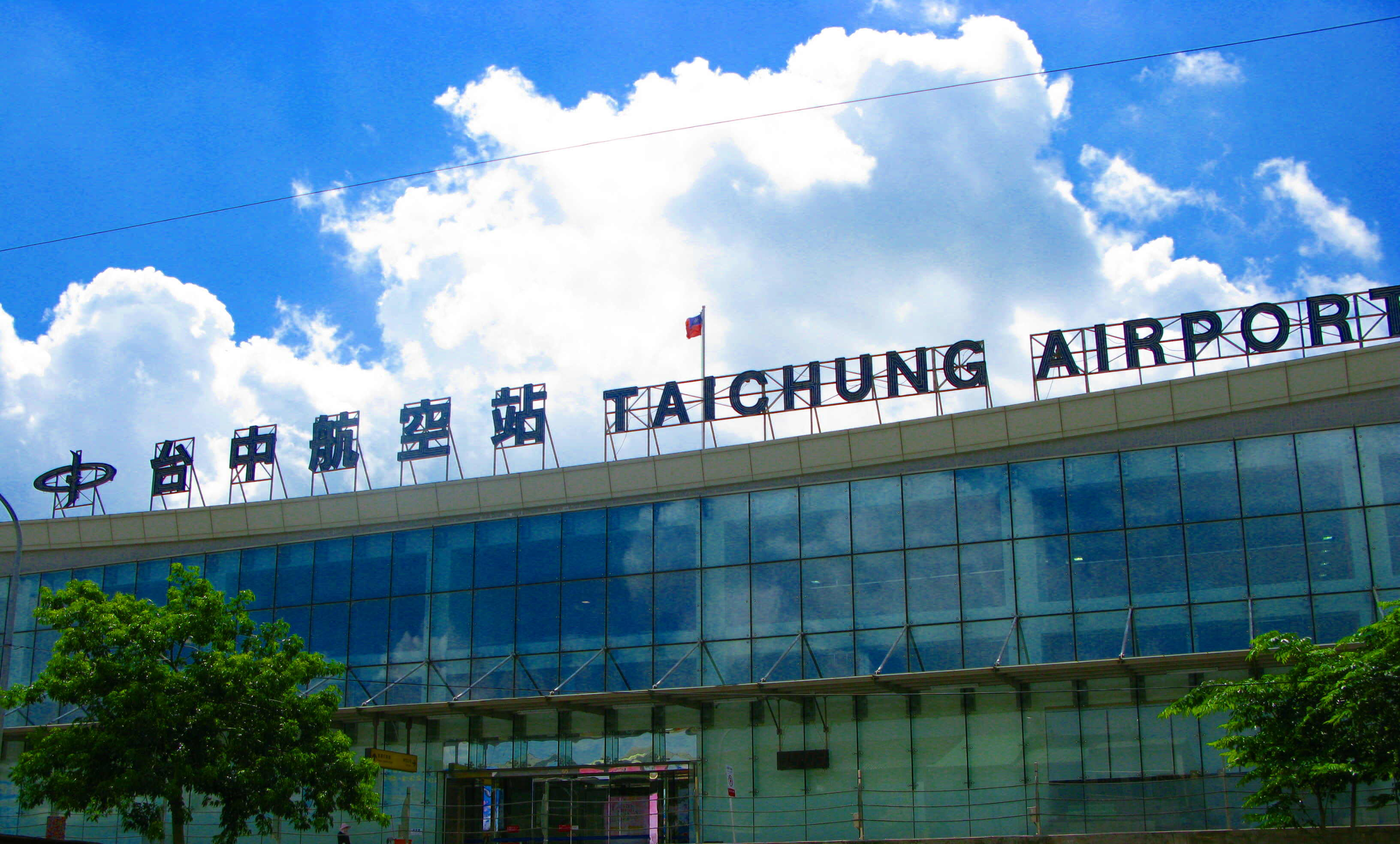
Aéroport de Taichung.

L'aéroport international de Taichung est le troisième et le plus récent aéroport international de Taïwan. Il occupe la partie ouest de la base aérienne de Ching Chuan Kang (CCK) et est situé à environ 20 kilomètres du centre-ville de Taichung. L'aéroport actuel a remplacé l'aéroport de Shuinan en 2004.

## Culture et attractions touristiques

### Musées et centres culturels
- Le musée national des beaux-arts de Taïwan couvre la plus grande collection d'objets d'art taïwanais.
- Le musée national des sciences naturelles, le musée national du Palais à Taipei et le musée national des sciences et technologies à Kaohsiung sont appelés "les musées de Taïwan". À travers ses 89 000 m², le musée représente un complexe culturel divisé en six lieux : un cinéma Space IMAX, un centre scientifique, une salle des sciences naturelles, une salle concernant l'environnement mondial et un jardin botanique ; excluant le musée des tremblements de terre à Wufong, dédié à l'éducation au public sur la sismologie, situé seulement à 10 km à l'est du complexe principal du musée national des sciences naturelles. Plus de 30 zones d'expositions permanentes couvrent des sujets sur l'astronomie, les sciences spatiales, la paléontologie, l'écologie, les pierres précieuses et minéraux, les aborigènes taïwanais ainsi que les plantes tropicales. Il arrive souvent que des expositions spéciales s'alternent entre elles.
- Le centre culturel municipal de Taichung : ce dernier est situé sur la route Yingcai sur des terrains privés aux abords du musée national des beaux-arts de Taïwan.
- Le parc du folklore de Taichung : il est dédié à la présentation d'un mode de vie taïwanais plus traditionnel. Il comprend un mélange de bâtiments et de rues authentiques et restaurés dans une tentative de recréer un Taïwan plus rustique.
- Le musée du tremblement de terre 921 de Taïwan : il est situé dans le district de Wufeng. Avec la reconstruction du collège Kwangfu sur son site actuel, le musée mémoriel du tremblement de terre fut renommé "musée du tremblement de terre de Taïwan" le 13 février 2001. Le nouveau plan conserve les sites d'origine comme un lieu mémoriel qui retrace les dommages causés par le séisme. De plus, le musée ajoute des équipements technologiques afin d'éduquer le public et les enfants sur la préparation aux tremblements de terre et autres catastrophes.
- Le musée d'art moderne de l'Université d'Asie (亞洲大學現代美術館) : il se trouve dans les locaux de l'Université d'Asie dans le district de Wufeng. Le 4 mai 2007, le Dr Tsai présenta le projet et invita officiellement Tadao Ando afin de concevoir un musée d'art pour l'Université d'Asie. Par conséquent, le principal objet de l'invitation de Tadao Ando pour concevoir le musée fut d'enseigner aux étudiants et de créer l'opportunité pour eux d'entrer en contact avec des œuvres d'art d'artistes internationaux. Le musée fournit des expositions nombreuses et étonnantes liées aux arts modernes et asiatiques.
- Le musée du village de garnison de Taichung et le parc culturel de la communauté militaire de Qingshui : des anciens villages de garnison

### Temples
On peut trouver des temples à travers toute la ville de Taichung. Tandis qu'un bon nombre d'entre eux s'avèrent de construction récente, les autres sont considérés comme historiques et indiquent les évolutions de l'histoire de Taichung.

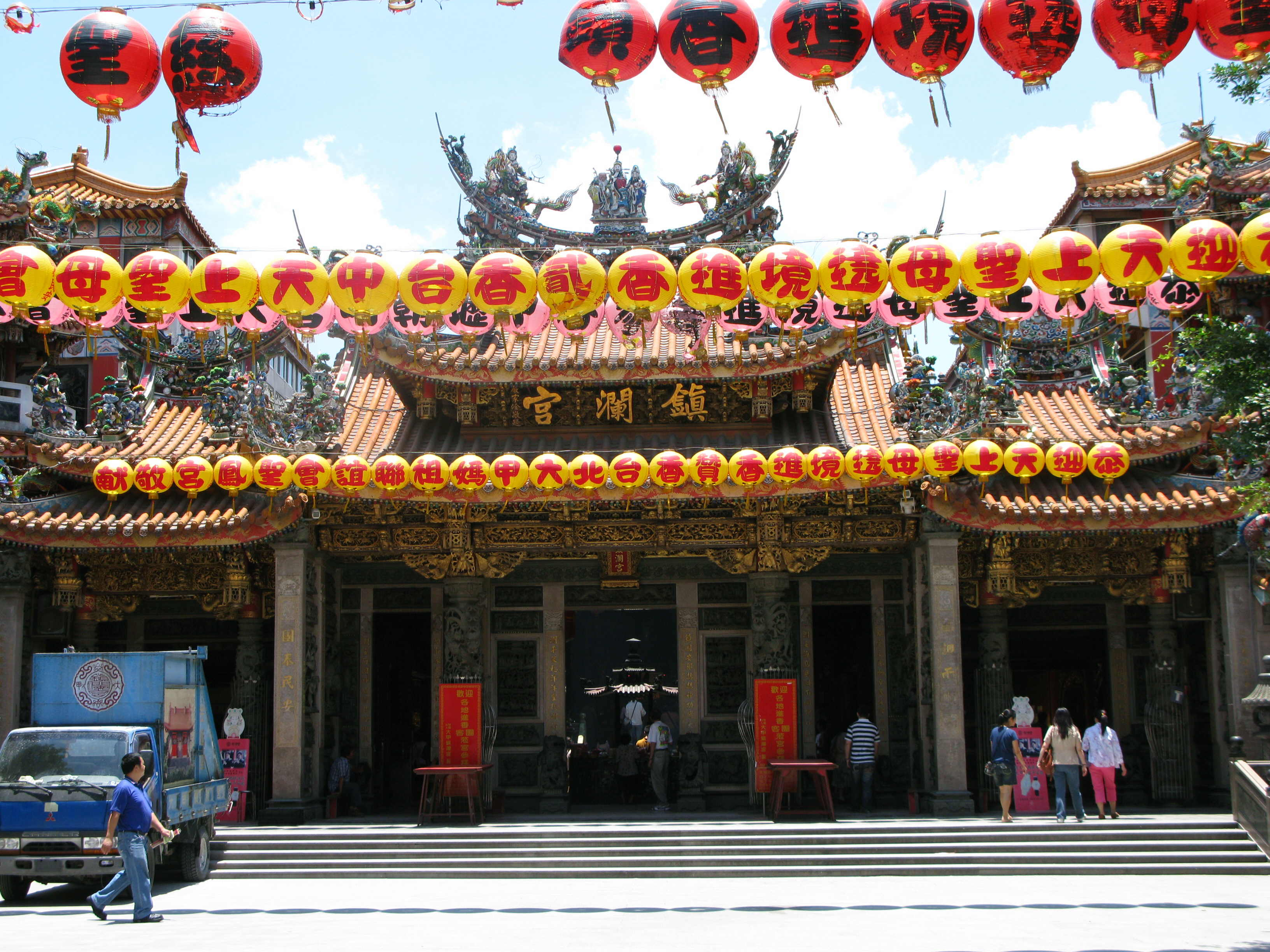
Temple Jenn Lann de Dajia

- Temple de ConfuciusTemple Jenn Lann de Dajia

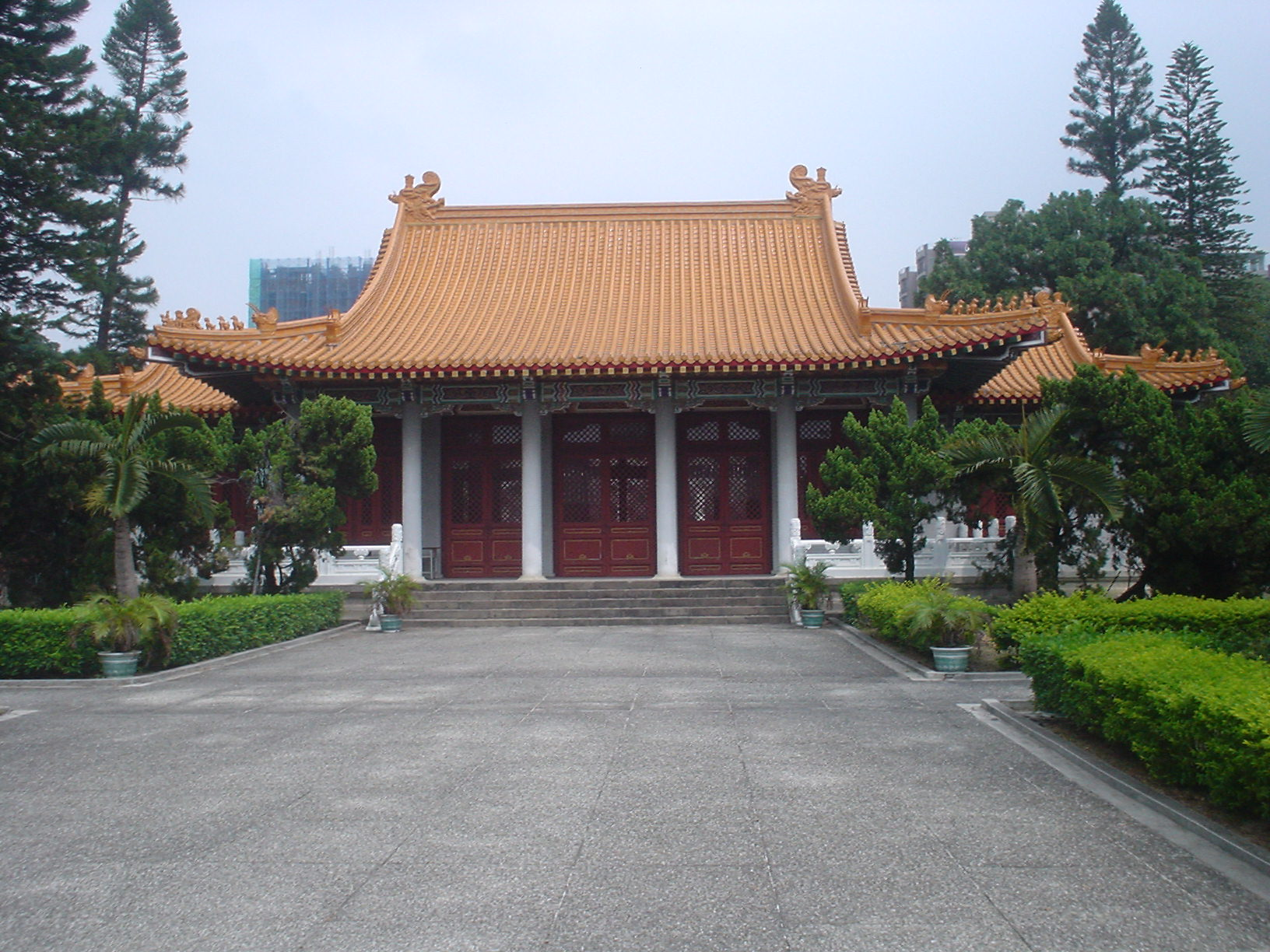
Temple des martyrs de Taichung

- Temple des Martyrs
- Temple Cheng Huang
- Temple Wan Chun
- Temple ancestral Li
- Temple Wen Chang
- Temple Le Cheng
- Temple Wan He
- Temple Nantian

### Sites historiques municipaux ou nationaux
Sites historiques nationaux de catégorie 2
- Gare de Taichung
- Manoir et jardin de la famille Lin de Wufeng

Sites historiques nationaux de catégorie 3
- Temple de la famille Chang-Liao
- Temples de Wenchang, temple de la famille Lin

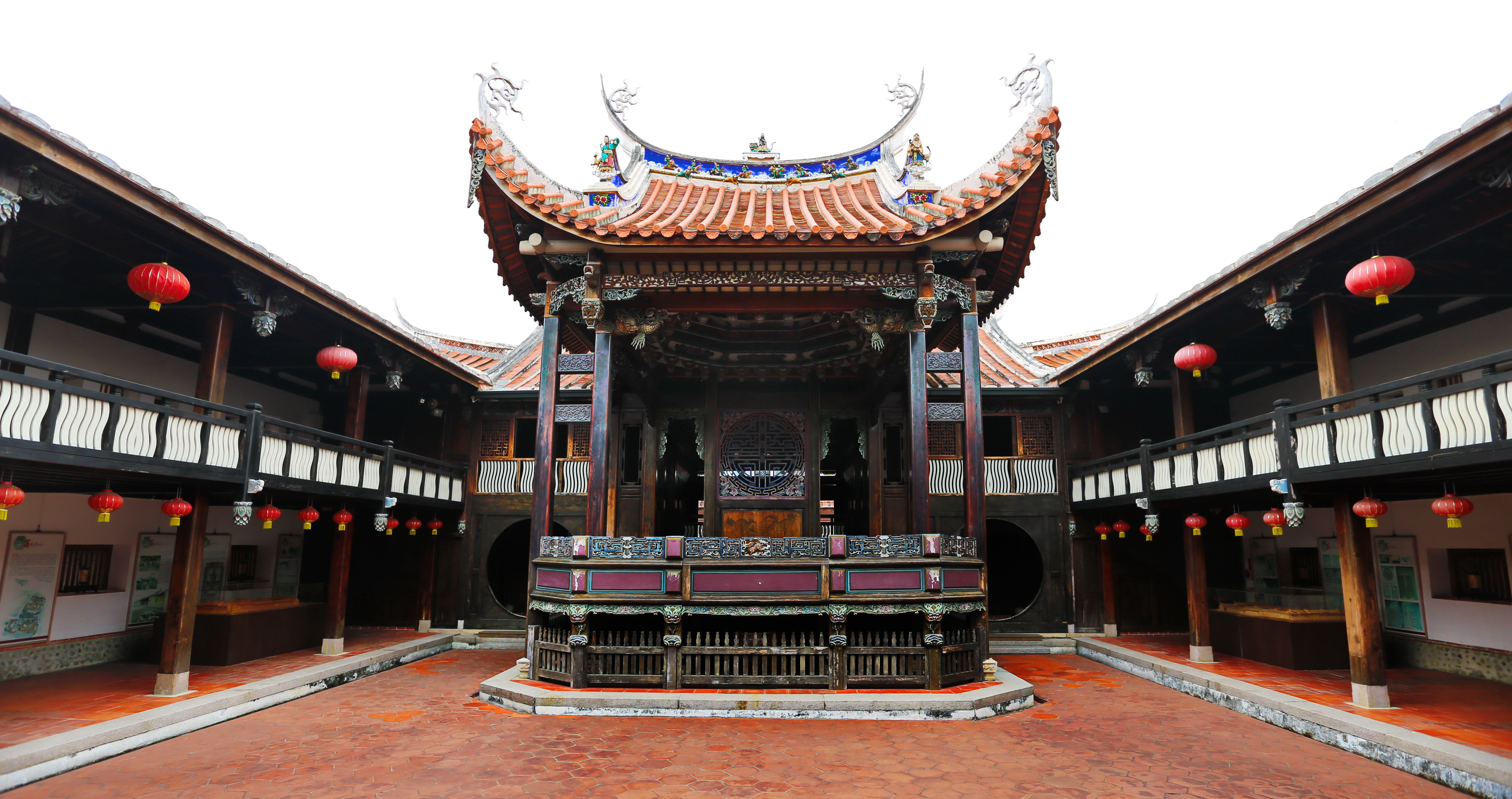
Manoir de la famille Lin

- Manoir de la famille LinTemple ancestral de la famille Chang
- Temple de Wanhe
- Temple de Lecheng

Sites historiques municipaux
- Pavillon du lac dans le parc de Taichung

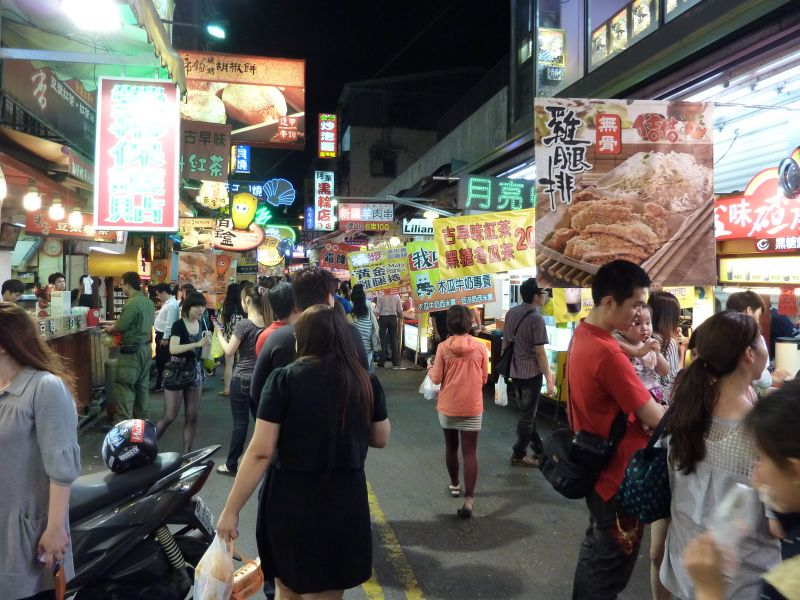
Marché de nuit de Fengjia

- Porte Chishan
- Bâtiment municipal de l'ère japonaise

#### Autres
- Hotel de ville de Taichung

### Marchés de nuit
Taichung comporte en son sein plusieurs marchés de nuit qui caractérisent la cuisine et les distractions locales:
- Marché de nuit de Fengjia: situé aux abords de l'Université Feng Chia, il a été considéré comme le meilleur marché de nuit de Taïwan.
- Rue Yizhong: située dans le district Nord, proche du parc de Taichung, il est l'un des marchés de nuit les plus populaires de Taichung.
- Marché de nuit de Zhong Hua: situé dans le coeur du district central, le long de la route Zhonghua.
- Marché de nuit de Zhong Xiao: situé au sud de la gare de Taichung, aux alentours des intersections des routes Zhongxiao, Taichung et Guoguang.
- Marché de nuit de Donghai: situé dans la partie ouest du district de Xitun, proche du district de Longjing, c'est une petite rue au nord-ouest de l'Université de Tunghai.
- Marché de nuit de Hanxi: grand marché de nuit situé Section 1 Route Est de Hanxi, dans le district Est.

### Sources chaudes
Taichung possède une source chaude célèbre, celle de Gugan, dans le district de Heping.

### Mosquée
Taichung possède une mosquée appelée mosquée de Taichung. Construite en 1951, elle est la quatrième mosquée de Taïwan et elle est située dans le district de Nantun.

### Lieux de spectacles
- Salle Zhongshan: c'est un lieu de spectacle célèbre pour de nombreux spectacles tels que concerts, opéras, ballets, dances, pièces de théatre et d'autres types de représentations artistiques. Le nombre de sièges s'élève à 1 692.
- Amphithéatre de l'accomplissement: Cette salle de spectacle en plein air récemment achevée est située dans le parc forestier de Wenxin et s'avère convenable pour une grande variété de représentations en extérieur.

### Enceintes sportives
- Stade intercontinental de baseball de Taichung

### Autres activités annuelles

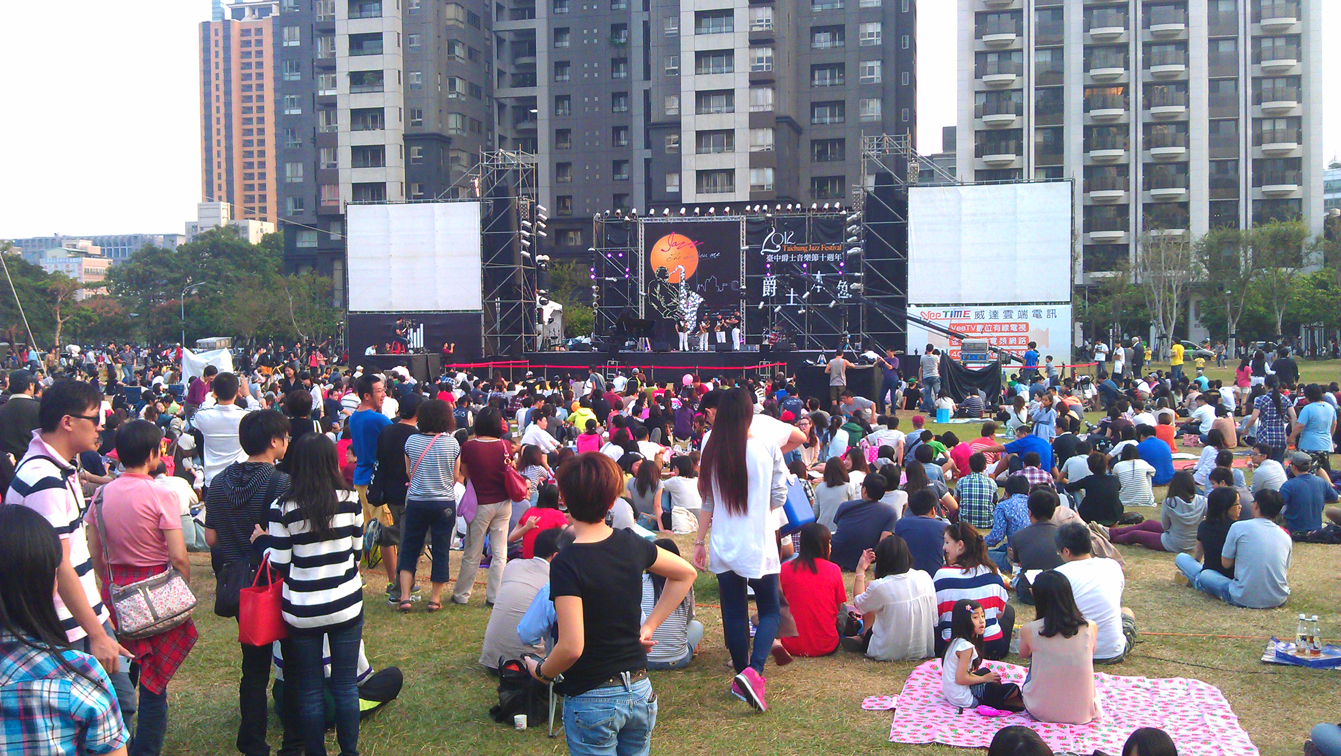
Festival de Jazz de Taïwan

- Festival de Jazz de TaïwanLe festival de jazz de Taichung se déroule au mois d'octobre. Elle se caractérise par un ensemble de représentations musicales interprétées dans les nombreuses salles culturelles à travers la ville.

## Relations internationales
Taichung a signé depuis 1965 des accords de jumelages avec dix-neuf villes dans neuf pays. Elles sont listées dessous avec les dates de signatures des jumelages:
| Ville                   | Province/Etat       | Pays             | Date de signature |
| ----------------------- | ------------------- | ---------------- | ----------------- |
| New Haven               | Connecticut         | États-Unis       | 29 mars 1965      |
| Chungju                 | Chungcheong du Nord | Corée du Sud     | 27 novembre 1969  |
| Santa Cruz de la Sierra |                     | Bolivie          | 21 novembre 1978  |
| Tucson                  | Arizona             | États-Unis       | 31 aout 1979      |
| Baton Rouge             | Louisiane           | États-Unis       | 18 avril 1980     |
| Cheyenne                | Wyoming             | États-Unis       | 2 avril 1981      |
| Winnipeg                | Manitoba            | Canada           | 2 avril 1982      |
| Pietermaritzburg        | KwaZulu-Natal       | Afrique du Sud   | 9 décembre 1983   |
| San Diego               | Californie          | États-Unis       | 19 novembre 1983  |
| Reno                    | Nevada              | États-Unis       | 8 octobre 1985    |
| Austin                  | Texas               | États-Unis       | 22 septembre 1986 |
| Manchester              | New Hampshire       | États-Unis       | 8 mai 1989        |
| North Shore City        |                     | Nouvelle-Zélande | 17 décembre 1996  |
| Tacoma                  | Washington          | États-Unis       | 19 juillet 2000   |
| Kwajalein               |                     | Iles Marshall    | 19 juillet 2002   |
| San Pedro Sula          |                     | Honduras         | 28 octobre 2003   |
| Makati                  |                     | Philippines      | 27 juillet 2004   |
| Colombus                | Géorgie             | États-Unis       | 11 novembre 2007  |
| Auckland                |                     | Nouvelle-Zélande | 14 octobre 2012   |
| Caen                    |                     | France           | 24 octobre 2012   |

## Galerie photos

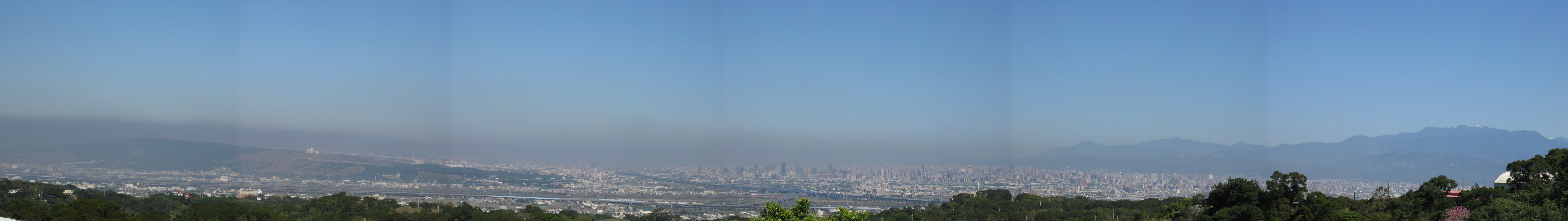
Ouest ← Panorama de la ville de Taichung. → Est.

Zone humide de Gaomei à Taichung
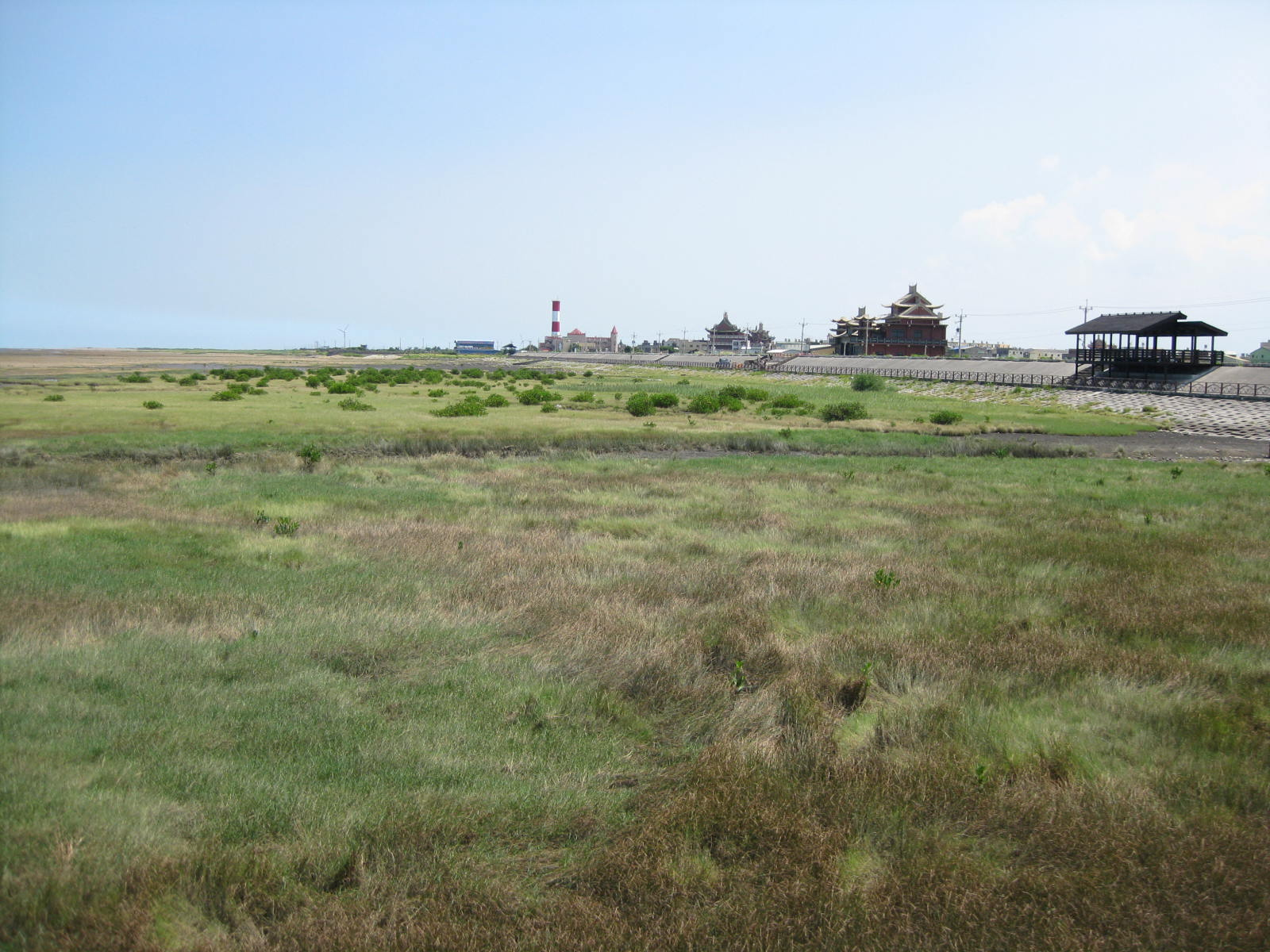
Zone humide de Gaomei.
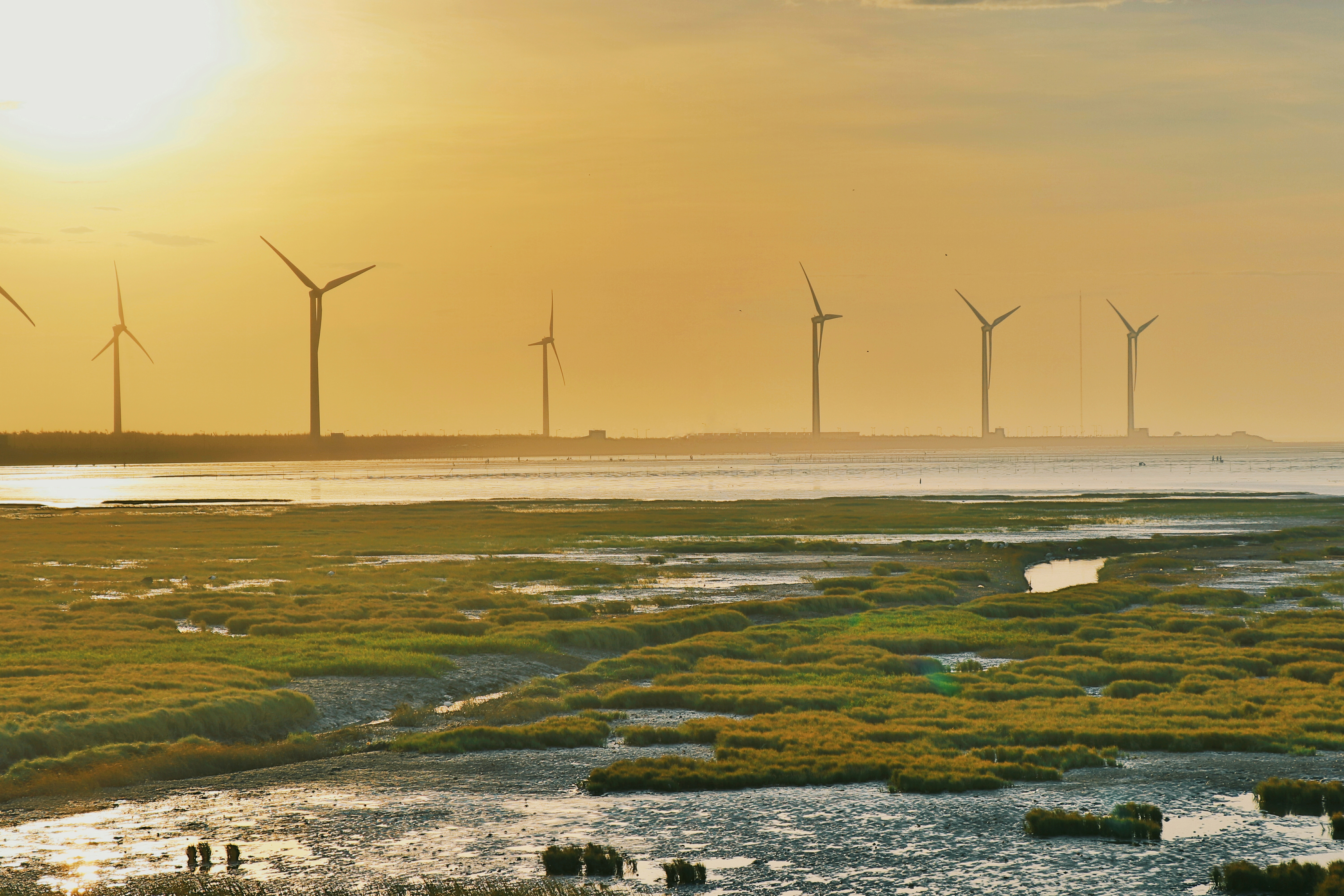
Autre vue de la zone humide de Gaomei.
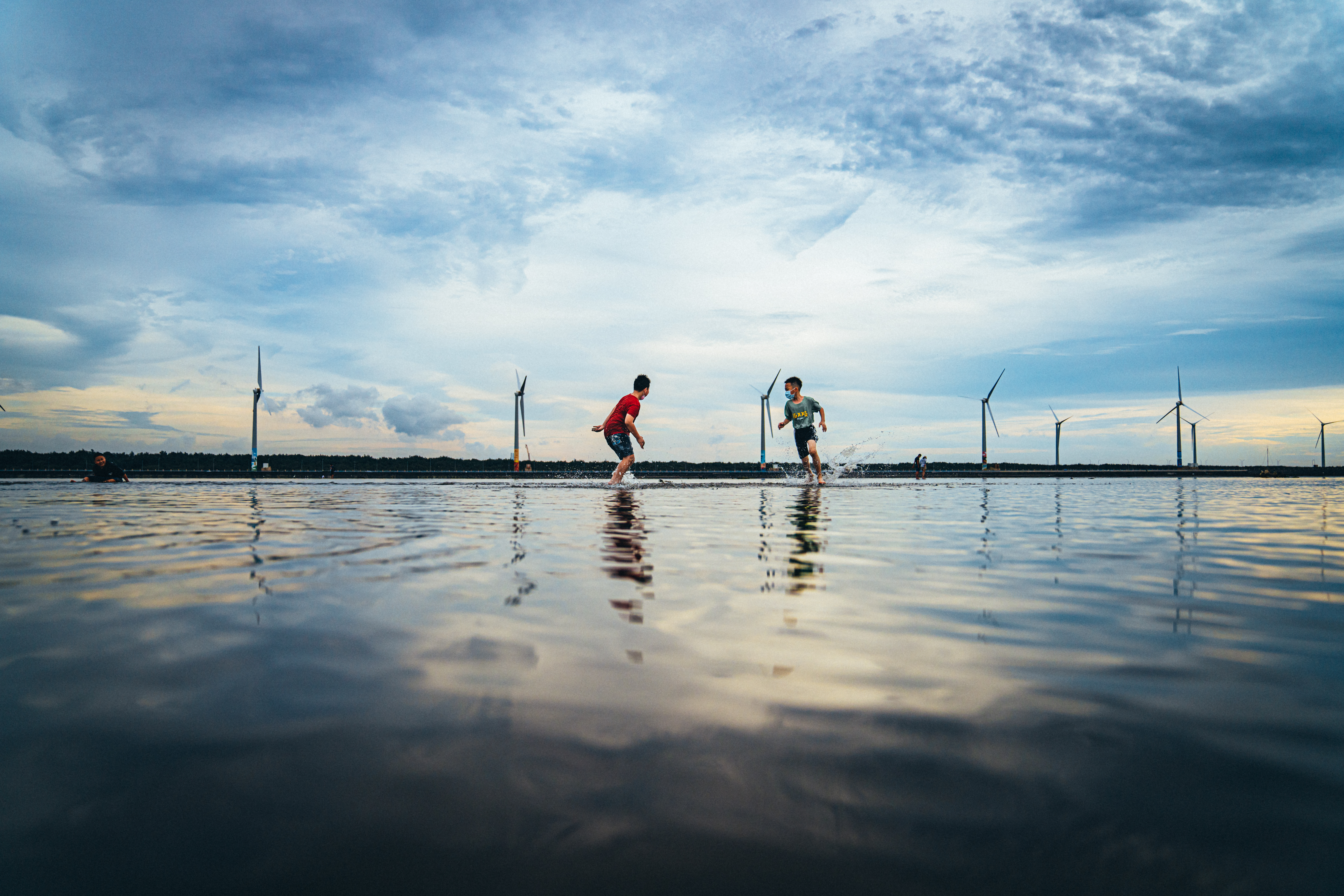
Enfants jouant dans la zone humide. Juin 2022.
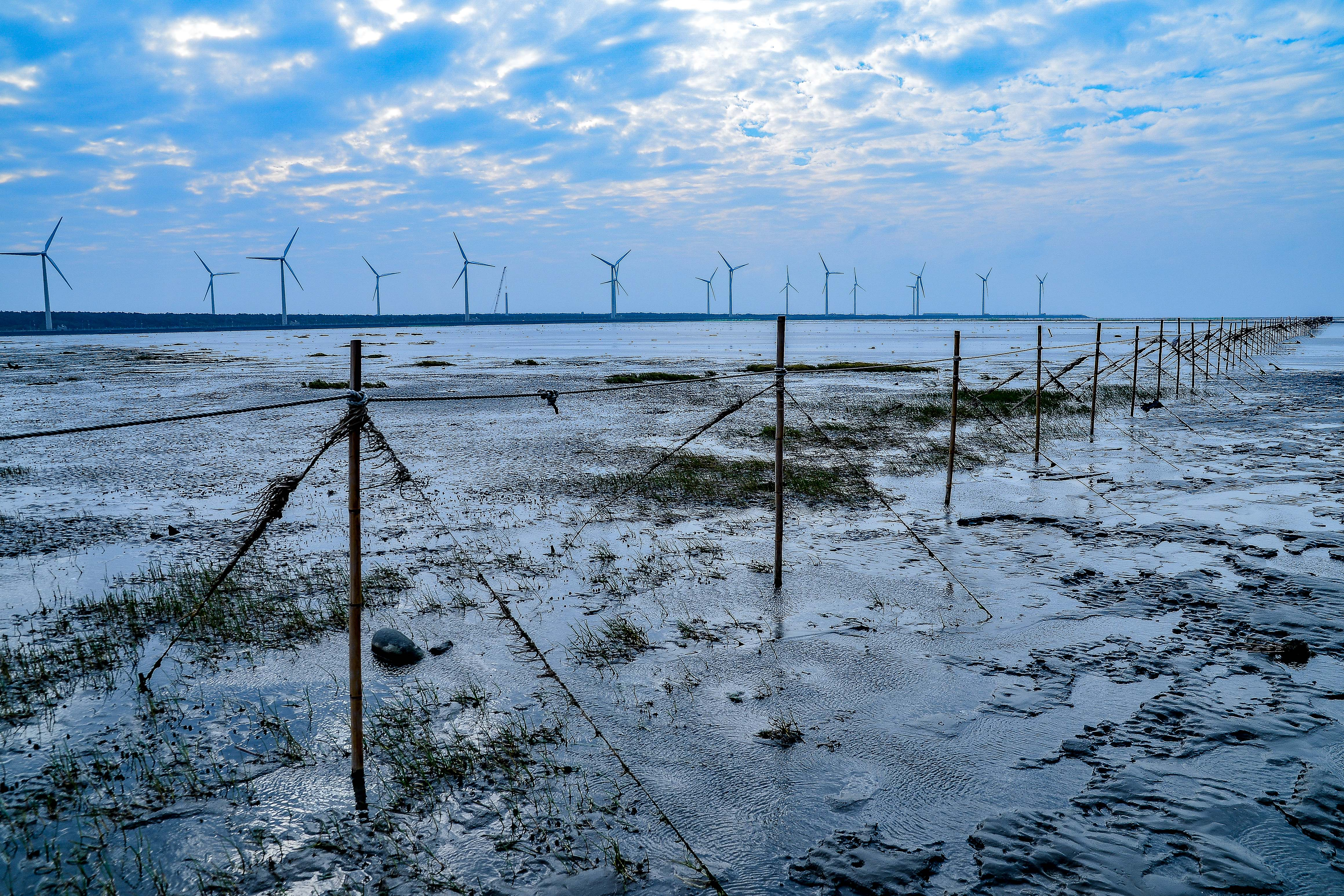

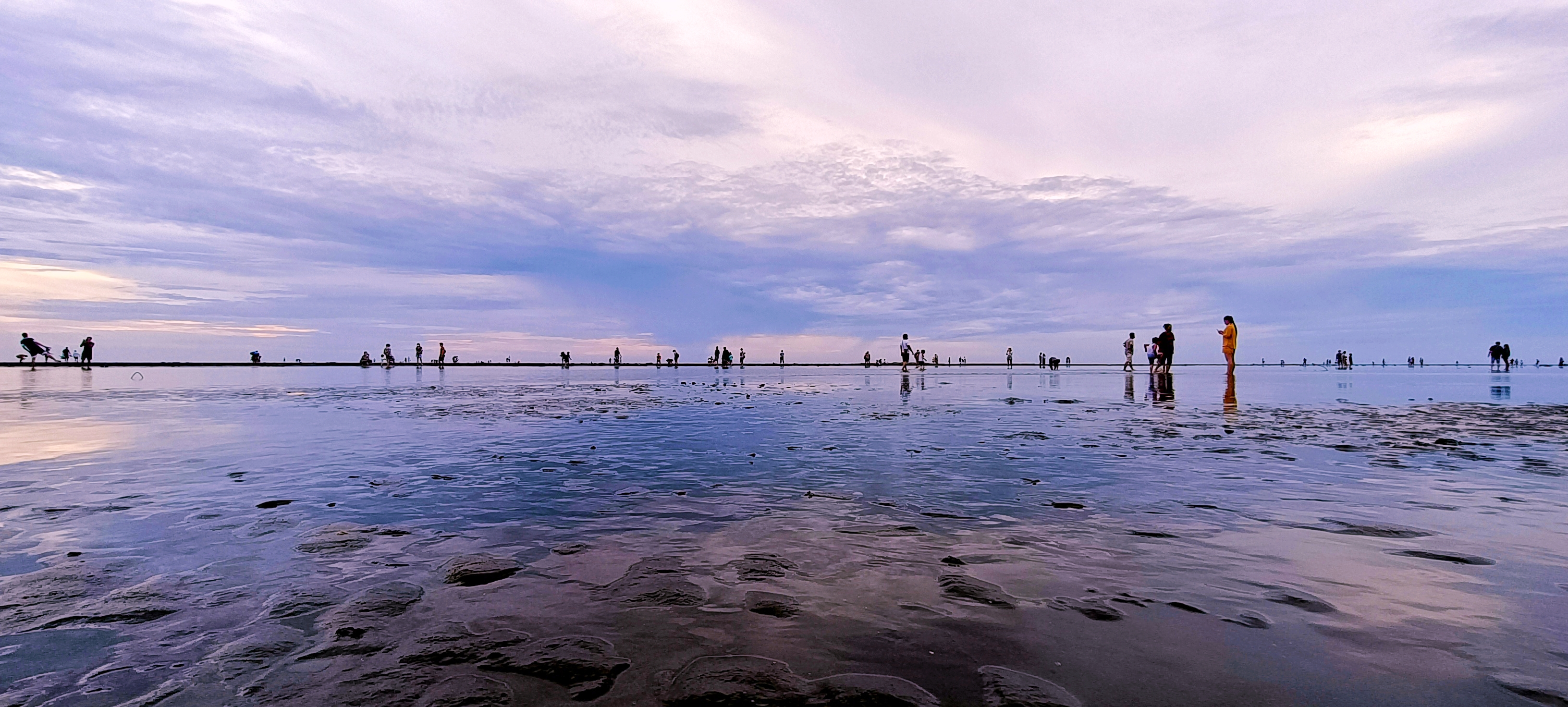
La zone humide de Gomei à Taichung entre ciel et terre. Juin 2022.

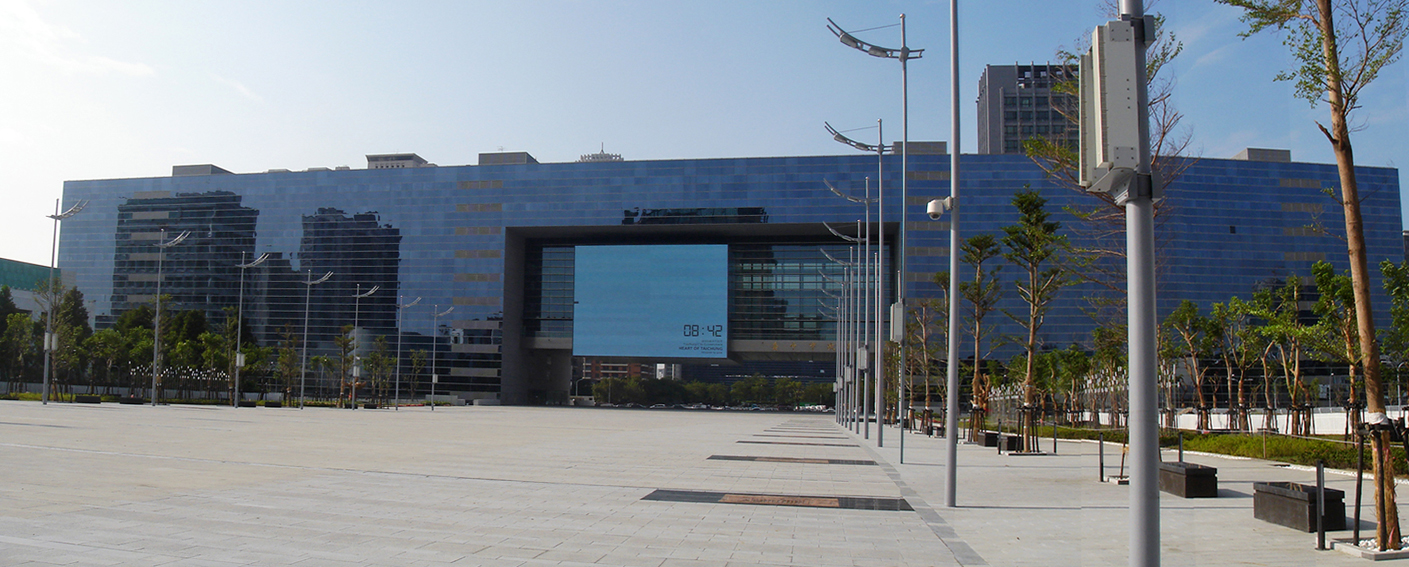
Mairie de Taichung.
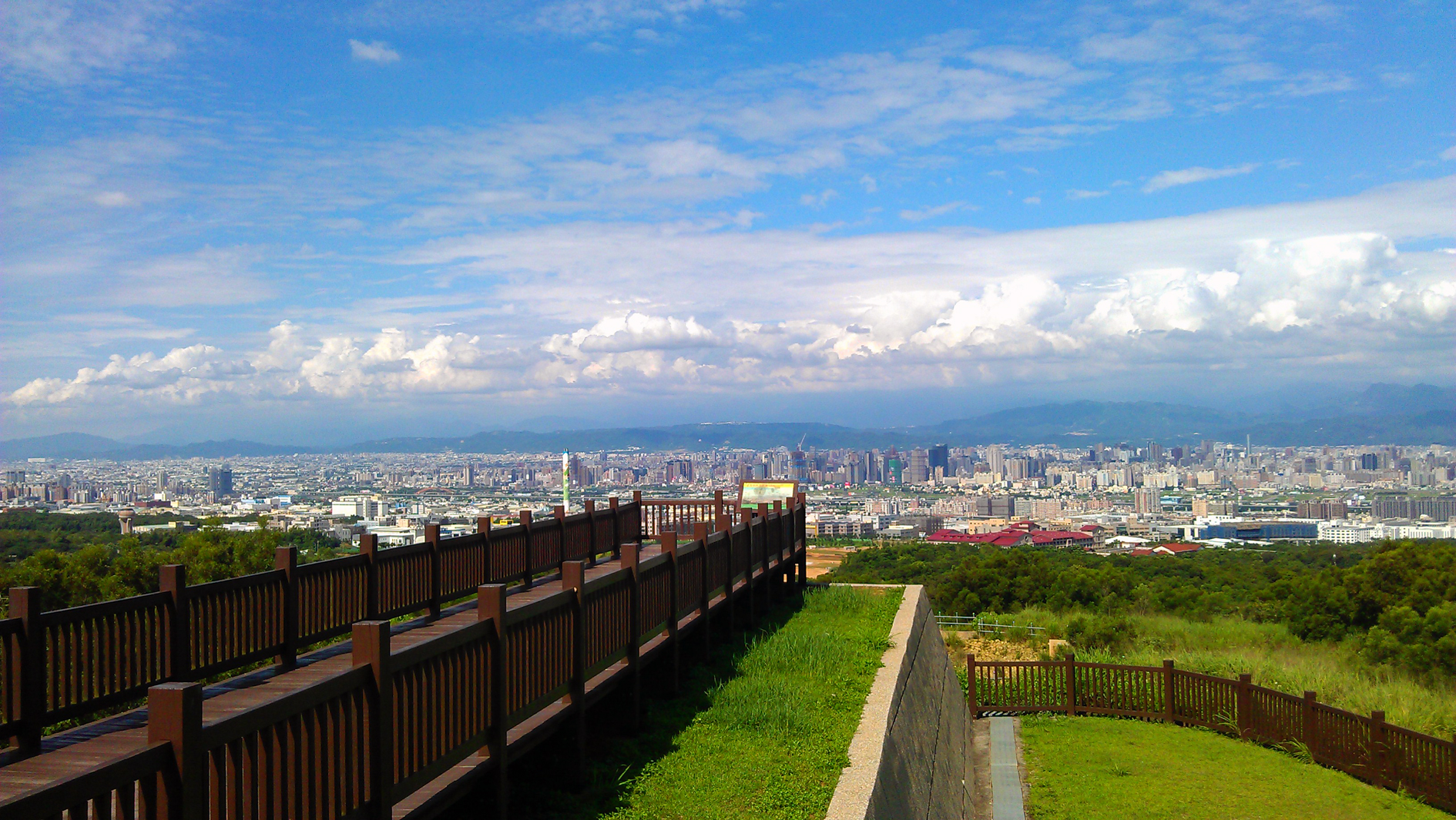
Panorama de la ville de Taichung.
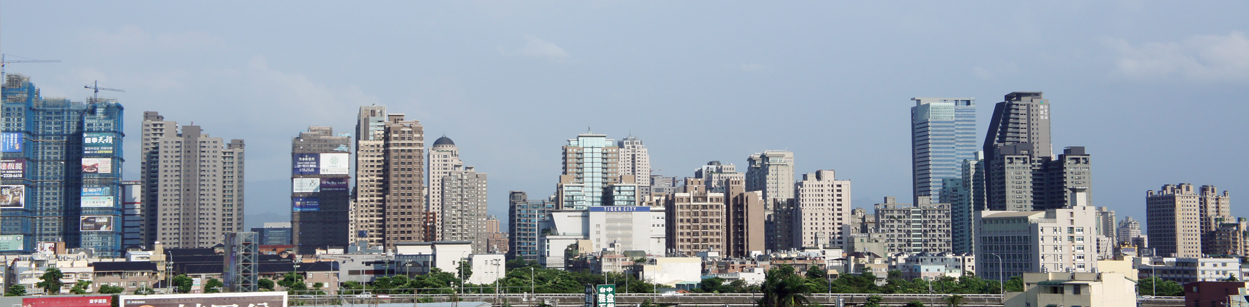
Skyline de Taichung.
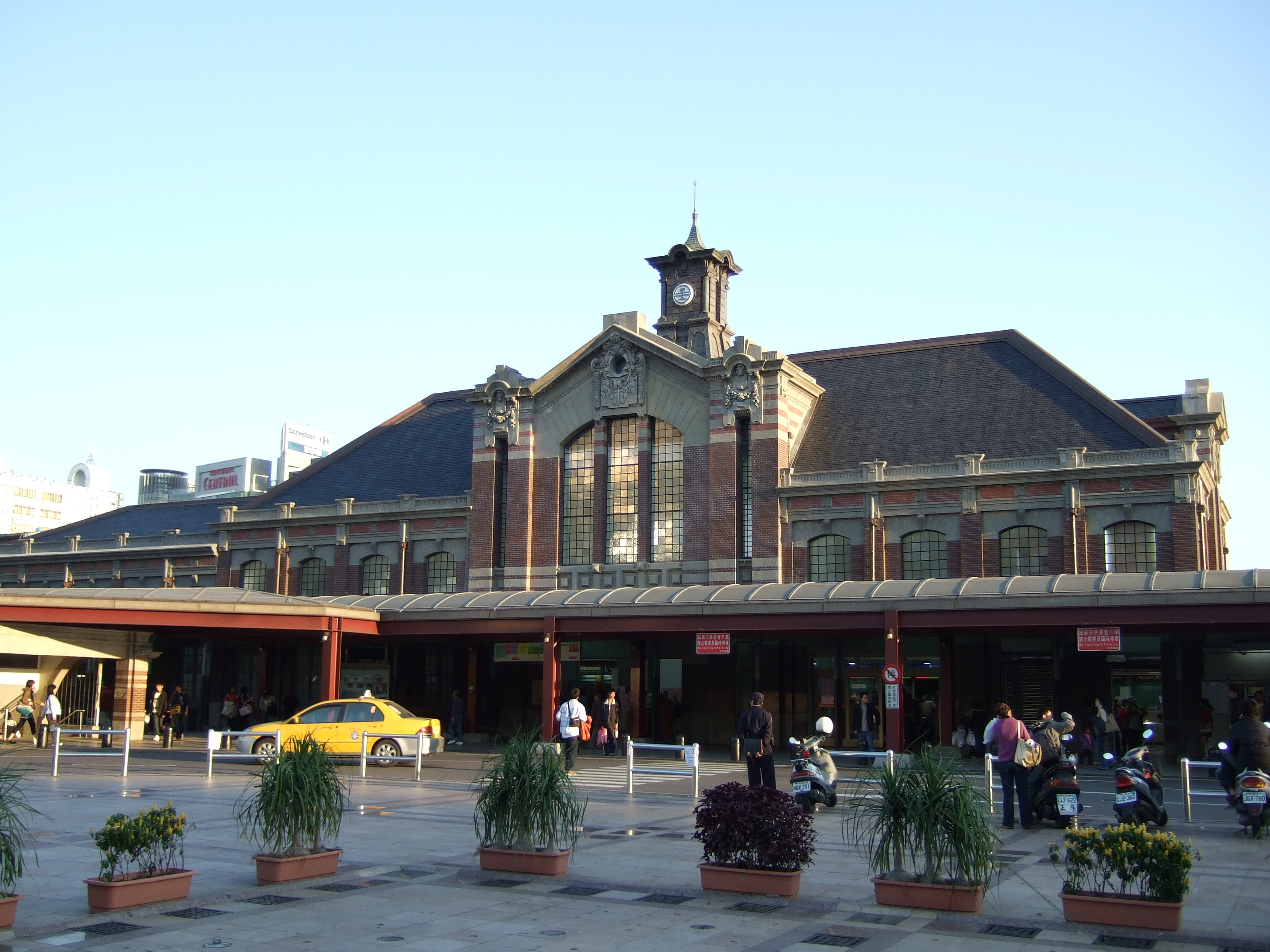
Ancienne gare de Taichung.
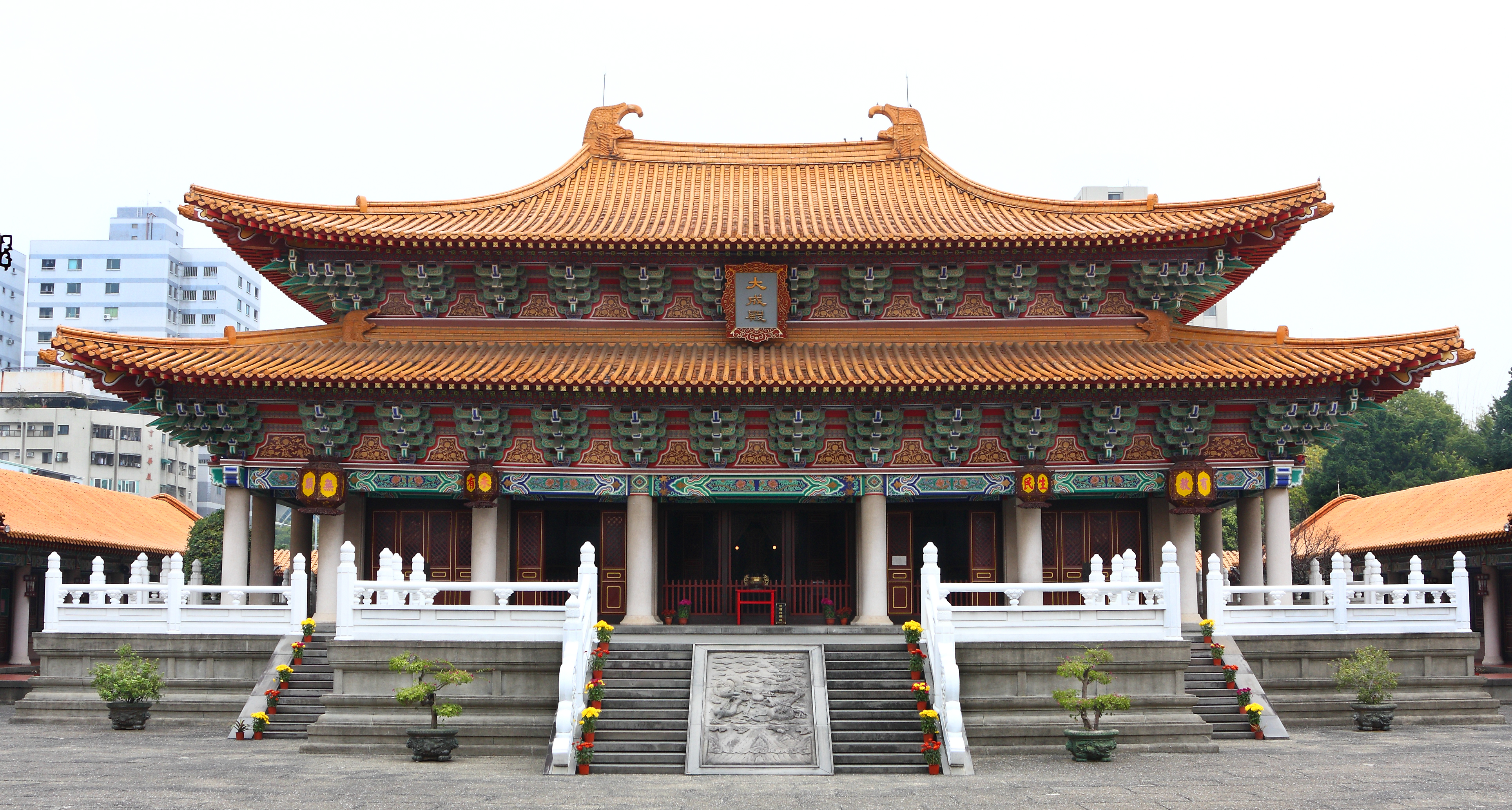
Temple de Confucius.
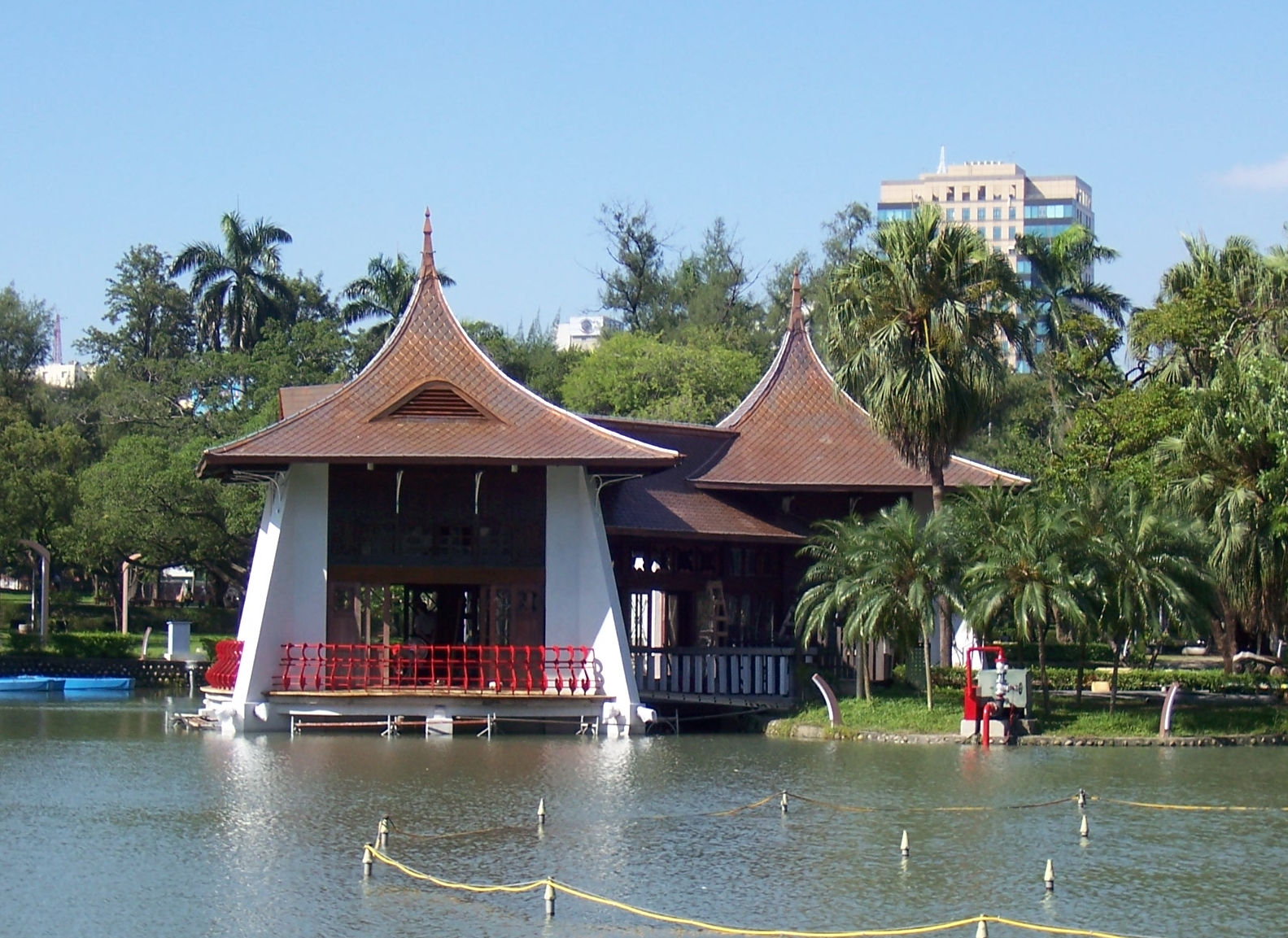
Parc de Taichung.
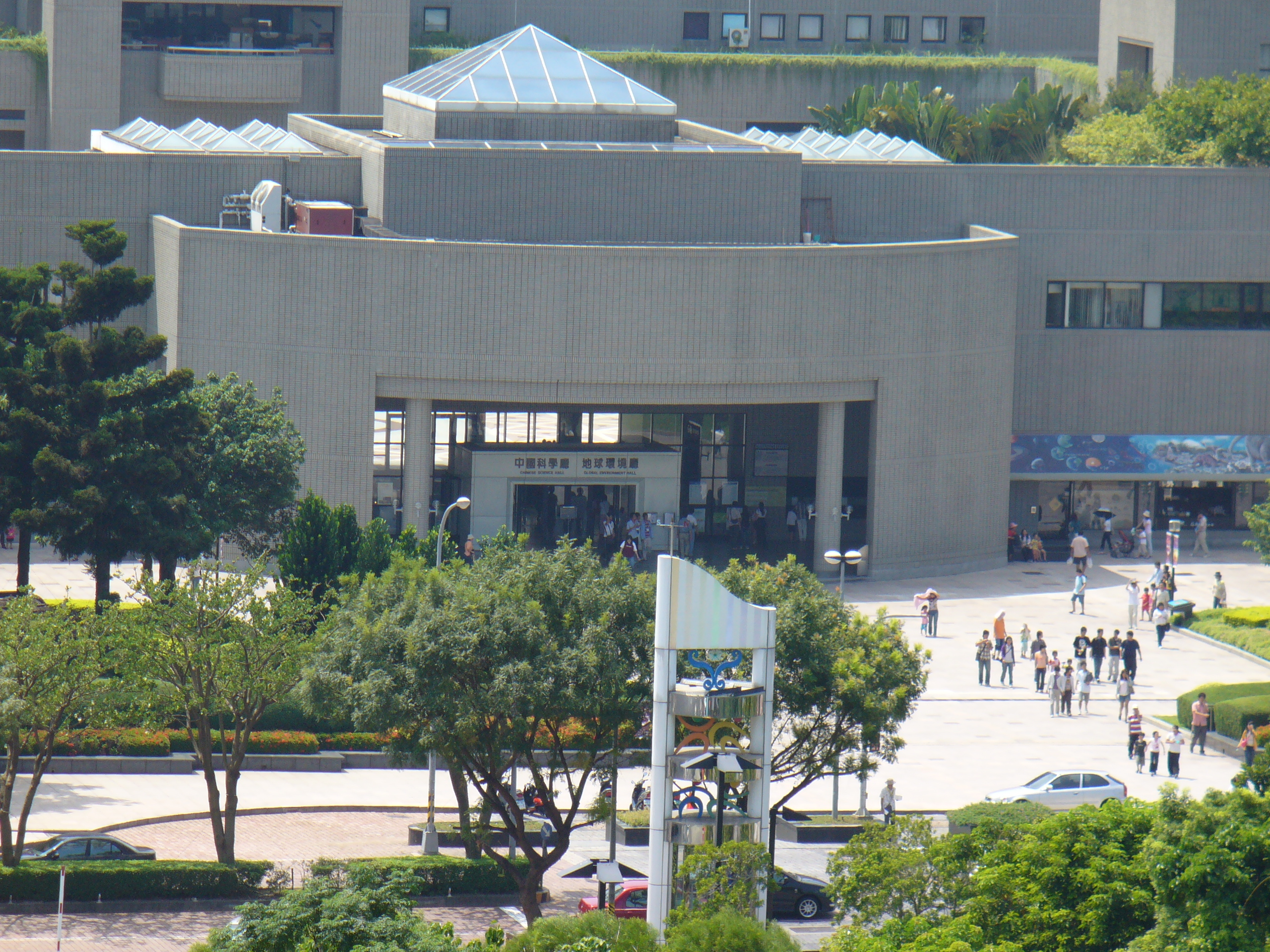
Musée national des sciences naturelles.
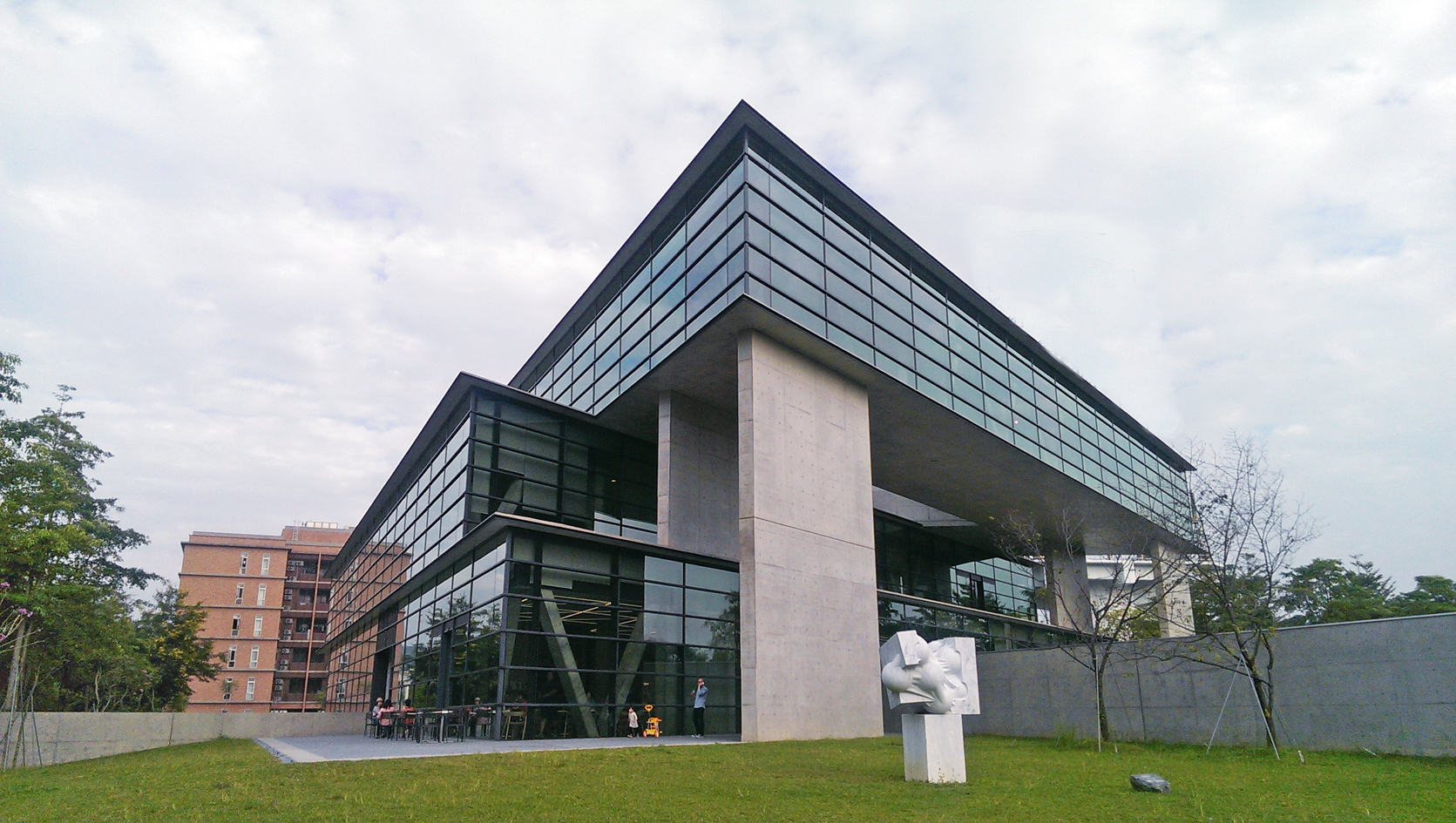
Asia Modern (désigné par Tadao Ando).
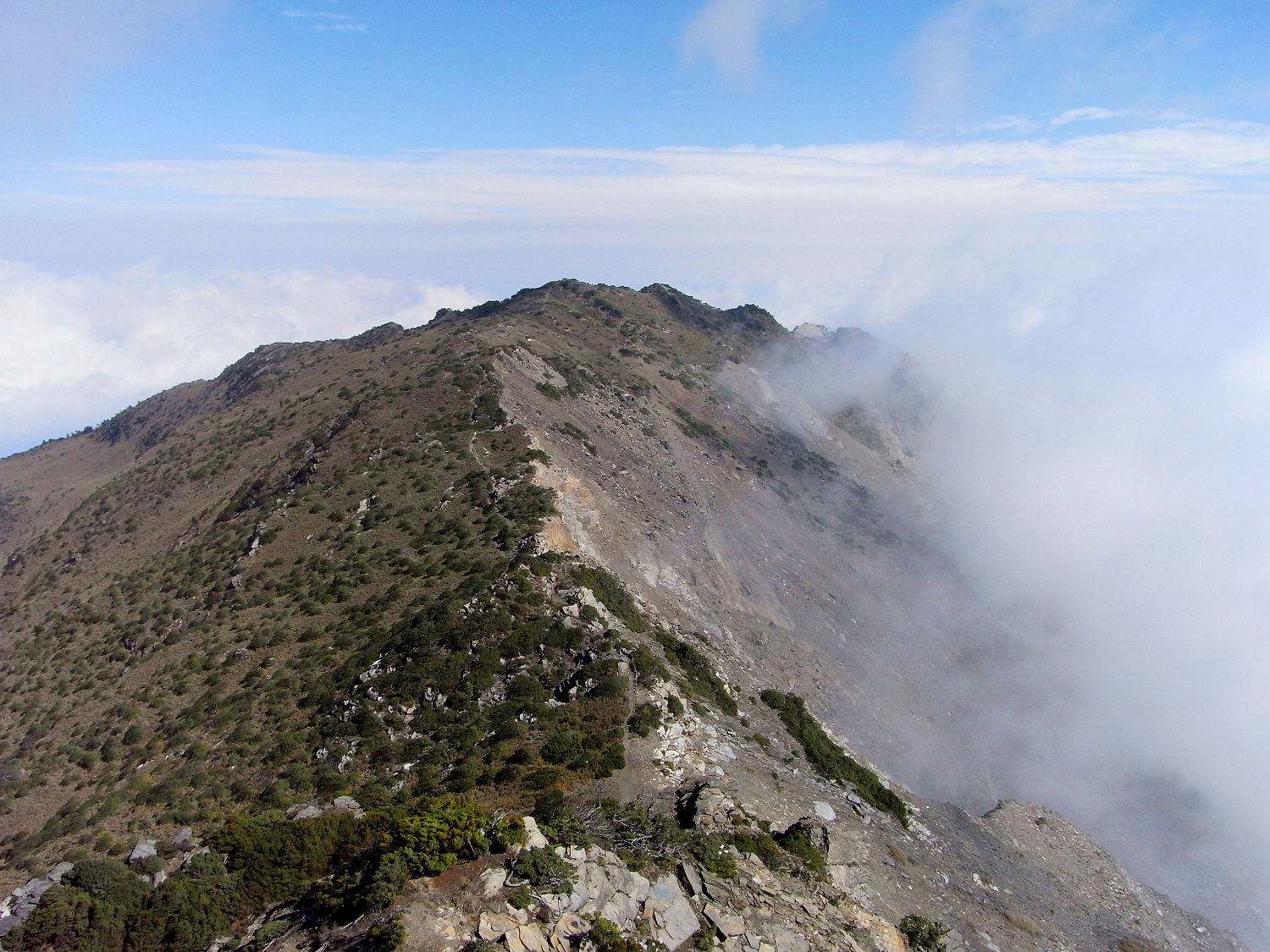
Montagne de Xueshan.
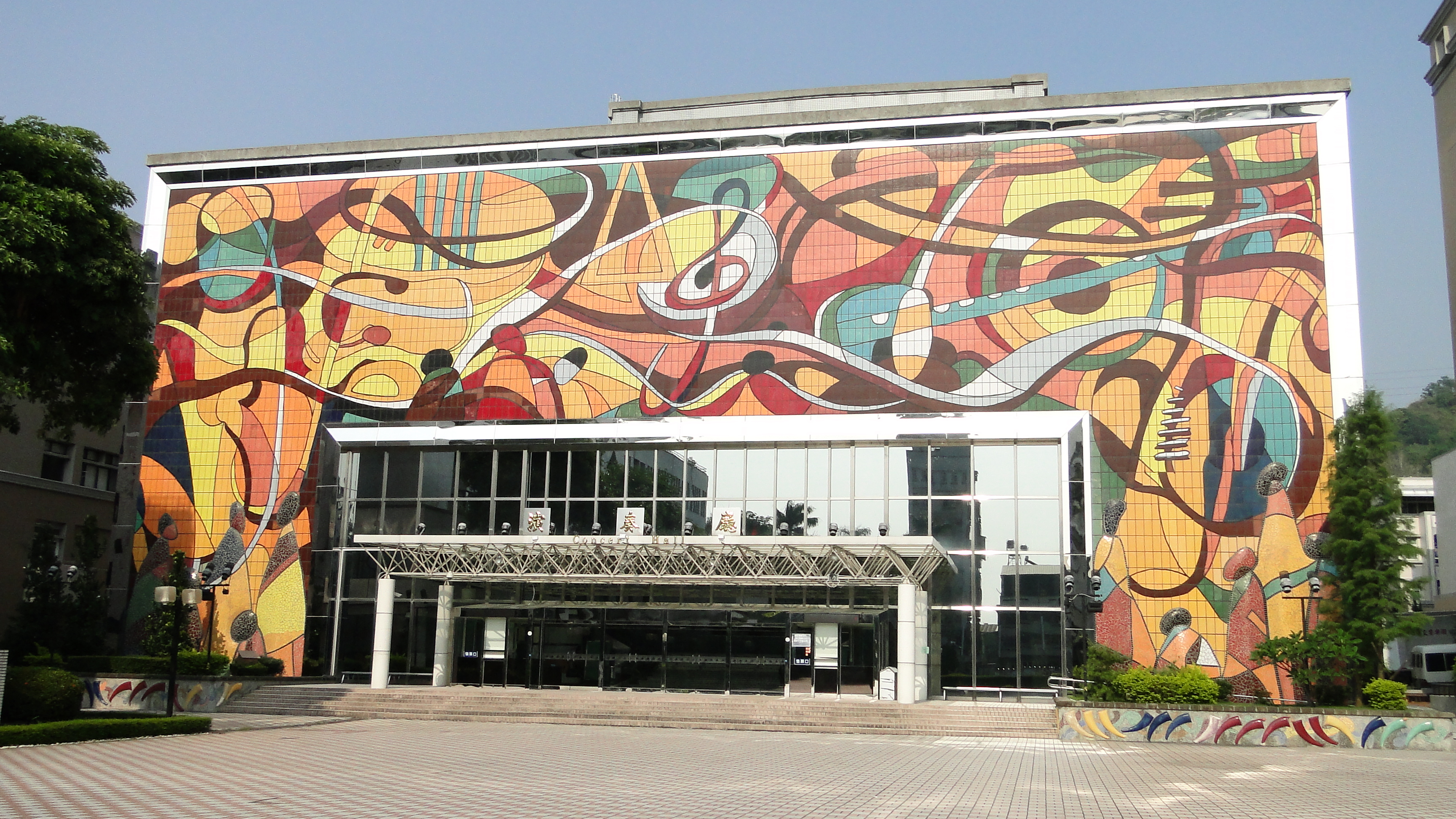
Salle de l'Orchestre de NTSO.
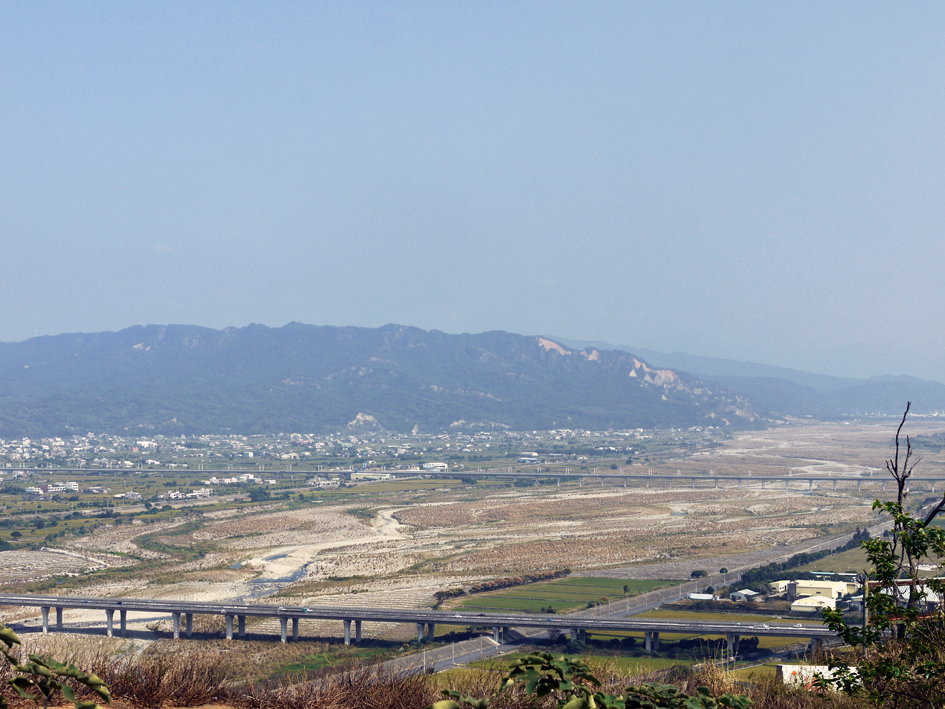
Le fleuve Da'an.
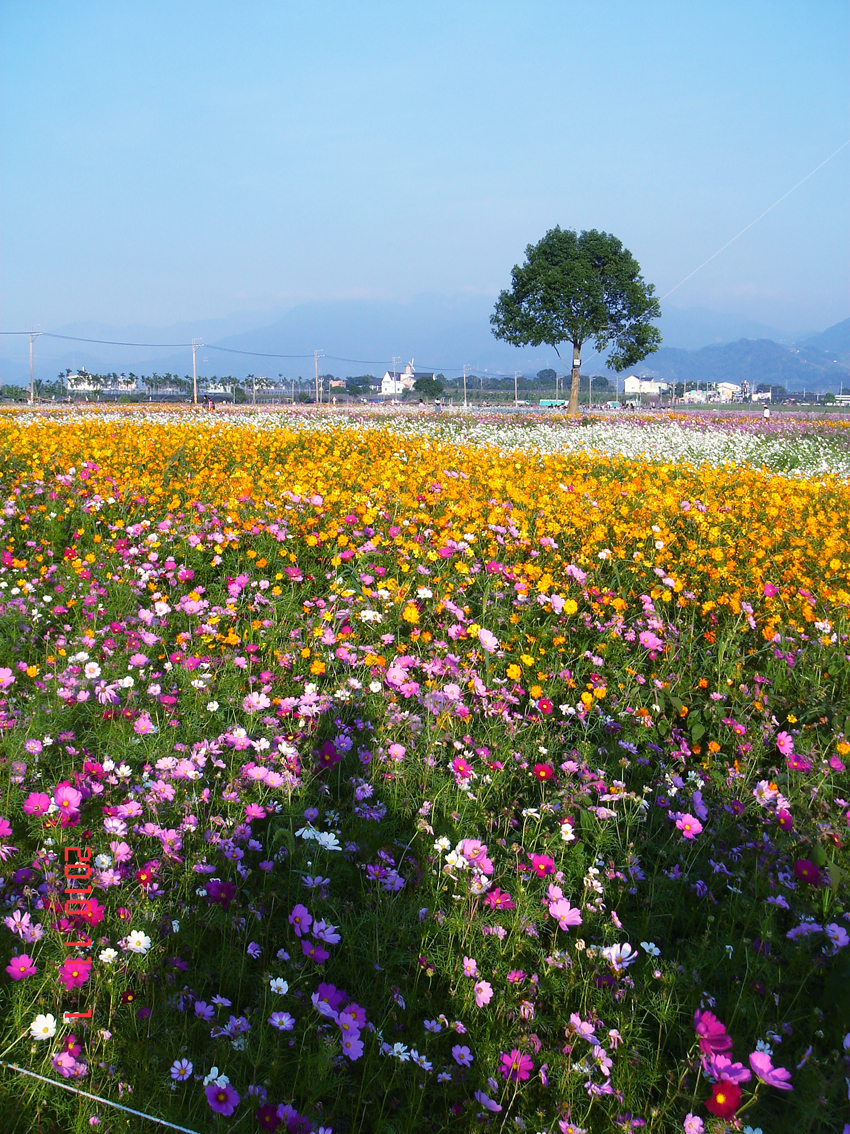
Exposition des fleurs.
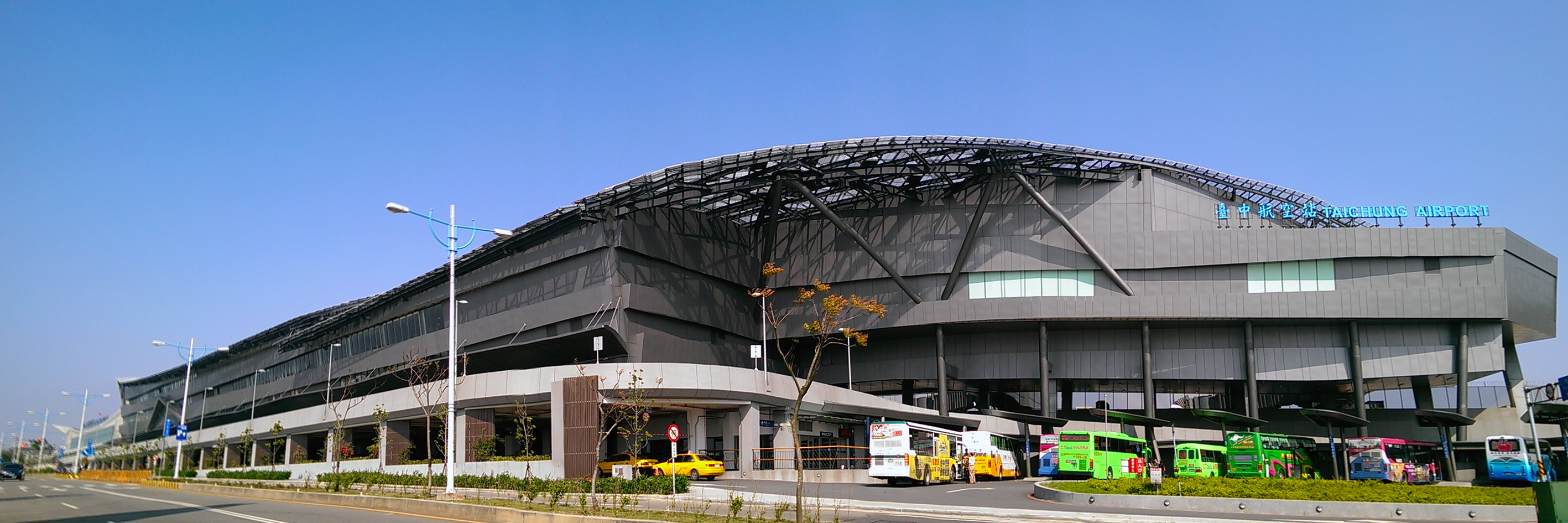
Aéroport de Taichung.